# Grammatik der litauischen Sprache
Die Grammatik der litauischen Sprache ist insbesondere durch Flexion gekennzeichnet und darin dem Lateinischen, dem Altgriechischen oder dem Sanskrit ähnlich, insbesondere in seiner Fixierung auf die Endungen zur Angabe des Kasus und in der unbeschränkten Voranstellung von bestimmenden Adjektiven und Substantiven vor dem eigentlichen Substantiv und deren Verschränkung.
Das Litauische kommt im Wesentlichen mit vier Zeiten aus (Vergangenheit, Gegenwart, Zukunft; wobei zwischen einmaliger und mehrmaliger Vergangenheit unterschieden wird: ėjo „er ging“ – eidavo „er ging regelmäßig“).
Die Funktion von Artikeln wird im Litauischen von bestimmten Adjektivformen übernommen.
Es gibt die Numeri Singular und Plural, historisch und in einzelnen Dialekten sowie in der Literatur ist auch der Dual anzutreffen.
Verwendete Genera sind männlich und weiblich; sächliche Formen treten nur bei Adjektiven, Partizipien und Demonstrativpronomina auf.
Neben Indikativ und Imperativ gibt es den Konjunktiv, in der Vergangenheit allerdings nur als zusammengesetzte Zeitform. Auffällig sind die zahlreichen Partizipien. Für jede Zeitform existiert ein aktives und ein passives Partizip; lediglich für die mehrmalige Vergangenheit existiert nur ein aktives Partizip. Mit Hilfe dieser Partizipien lassen sich auch zusammengesetzte Zeitformen im Aktiv und Passiv bilden. Hinzu kommen spezielle Formen des Gerundiums für jede Zeitform, ein Gerundivum sowie ein Adverbialpartizip.

## Morphologie

### Substantiv
Litauische Substantive sind entweder männlich oder weiblich. Die Beugung ist durch großen Formenreichtum gekennzeichnet, wobei die Formen jedoch weitgehend regelmäßig gebildet werden und sich zumeist aus der Grundform erschließen lassen.
Bei einigen Wörtern lassen sich Lautwandel im Stammauslaut beobachten, die jedoch einfachen Regeln folgen.
Der Wortakzent ist beweglich; er lässt sich in den meisten Fällen nur bei Kenntnis der Intonationsklasse korrekt anwenden.

#### Genus
Die Nominativendung gestattet in den meisten Fällen die Feststellung, ob es sich um weibliche oder männliche Substantive handelt: -as, -us, -ys sind immer männlich, -a, -ė für gewöhnlich weiblich, nur -is ist mehrdeutig. -uo ist fast stets männlich, lediglich sesuo „Schwester“ ist weiblich.
Einige Substantive auf -a oder -ė bezeichnen männliche Personen; diese werden dann auch grammatisch männlich gebraucht, z. B. kolega „Kollege“, dėdė „Onkel“. Außerdem gibt es Substantive auf -a oder -ė, welche sowohl für männliche als auch für weibliche Personen gebraucht werden können, z. B. elgeta „Bettler(in)“, mėmė „schweigsamer Mensch“. Von einigen Grammatiken werden diese als Neutrum oder als „gemeinsames Geschlecht“ (bendroji giminė) bezeichnet. Sie sind je nach Kontext grammatisch weiblich oder männlich.

#### Übersicht über die Beugungsklassen
Das litauische Substantiv besitzt fünf Beugungsklassen:
- 1. Klasse: Endung auf -as, -ias, -is (nie betont), -ys (immer betont), -jas oder -jis (nie betont), z. B. vakaras (vakaro) „Abend“; butelis (butelio) „Flasche“; niežulys (niežulio) „Juckreiz“
- 2. Klasse: Endung auf -a, -ia oder -ė, z. B. užeiga (užeigos) „Einkehr, Gasthof“; šakutė (šakutės) „Gabel“. Auch marti (marčios) „Schwiegertochter“ gehört hierher.
- 3. Klasse: Endung auf -is, z. B. akis (akies) „Auge“; ausis (ausies) „Ohr“; dalis (dalies) „Teil“
- 4. Klasse: Endung auf -us, -ius oder -jus, z. B. alus (alaus) „Bier“; sūnus (sūnaus) „Sohn“
- 5. Klasse: Endung auf -uo (konsonantische Deklination): vanduo (vandens) „Wasser“; akmuo (akmens) „Stein“; šuo (šuns) „Hund“; sesuo (sesers) „Schwester“. duktė (dukters) „Tochter“ wird trotz der Endung -ė konsonantisch dekliniert, während mėnuo (mėnesio) „Monat“ außer in der Nennform die Endungen der Wörter auf -is erhält und deshalb zur 1. Beugungsklasse gerechnet wird.

Die litauische Sprache kennt zahlreiche Pluraliatantum aller Beugungsklassen, z. B. rytai „Osten“ (1. Klasse), svarstyklės „Waage“ (2. Klasse), durys „Tür“ (3. Klasse), pietūs „Süden, Mittag“ (4. Klasse) oder smegenys „Gehirn, Knochenmark“ (5. Klasse). Auch zahlreiche Ortsnamen sind Pluraletanta, z. B. Šiauliai (1. Klasse) oder Kaišiadorys (3. Klasse). Da der Nominativ Plural in der 3., 4. und 5. Klasse nie die Endung betont, lassen sich bei Kenntnis der Betonung die Pluraletanta der 3. oder 5. Klasse gut von den Singularformen auf -ys (1. Klasse) unterscheiden.

#### Übersicht über die Intonationsklassen
Alle litauischen Substantive, Adjektive und Pronomina gehören einer von vier Intonationsklassen an:
- 1. Klasse: Betonung immer auf derselben Silbe des Wortstammes wie in der Nennform, z. B. výras „Mann“
- 2. Klasse: Betonung zumeist auf dem Wortstamm, dann auf der vorletzten Silbe schleiftönig oder kurz. Hierher gehört z. B. mokyklà „Schule“
- 3. Klasse: Betonung zumeist auf der Endung; wenn auf dem Stamm, dann nie schleiftönig oder kurz auf der vorletzten Silbe, z. B. kálnas „Berg“
- 4. Klasse: Betonung zumeist auf der Endung; wenn auf dem Stamm, dann auf der vorletzten Silbe schleiftönig oder kurz, z. B. nãmas „Haus“

Da man die betonte Silbe in der 3. Klasse nicht immer aus der Nennform erschließen kann, wird diese Klasse weiter untergliedert: Ohne weitere Angaben trägt der Wortstamm den Stoßton auf der vorletzten Silbe (d. h. auf der letzten Stammsilbe). Liegt der Ton auf der drittletzten Silbe, so wird stoßtönige Intonation als der Klasse 3a zugehörig betrachtet (z. B. vanduõ, Akkusativ vándenį „Wasser“), während schleiftönige oder kurze Akzente auf der drittletzten Silbe die Klasse 3b kennzeichnen (z. B. akmuõ, Akkusativ ãkmenį „Stein“). Liegt die Stammbetonung noch weiter am Wortanfang, wird dies durch eine zusätzliche hochgestellte Ziffer gekennzeichnet, z. B. enthält die Klasse 34b Wörter, die ihren Stamm schleiftönig oder kurz auf der viertletzten Silbe betonen, z. B. paplūdimỹs (Akkusativ pãplūdimį) „Badestrand“.
Ob die Stammsilbe in den Intonationsklassen 2, 3xb und 4 kurz betont wird oder ob sie den Schleifton erhält, richtet sich nach dem Vokal oder Diphthong der zu betonenden Silbe:
Handelt es sich um ein einfaches i oder u, so wird die Silbe kurz betont.
In Fremdwörtern wird auch einfaches e kurz betont.
Alle anderen Vokale und Diphthonge (auch gemischte Diphthonge) sowie e in heimischen Wörtern erhalten den Schleifton.
Viele Wörterbücher geben hinter dem Lemma die Intonationsklasse in Klammern an.
Dativ und Akkusativ Singular tragen die Betonung immer auf dem Stamm, der Akkusativ Plural gehorcht der Regel der vorletzten Silbe. Im Plural betonen Genitiv, Dativ, Instrumental und Lokativ von Wörtern der 1. oder 2. Intonationsklasse den Wortstamm; bei Wörtern der 3. oder 4. Intonationsklasse wird die Endung betont. In allen anderen Fällen ist die Betonung auch abhängig von der Beugungsklasse und wird an entsprechender Stelle erläutert.

#### 1. Beugungsklasse (männlich)
| Kasus        | Numerus  | Endung      | Endung | Endung | Endung | Endung | Endung |
| ------------ | -------- | ----------- | ------ | ------ | ------ | ------ | ------ |
| Nominativ    | Singular | -as         | -ias   | -is    | -ys    | -jas   | -jis   |
| Nominativ    | Plural   | -ai         | -iai   | -iai   | -iai   | -jai   | -jai   |
| Genitiv      | Singular | -o          | -io    | -io    | -io    | -jo    | -jo    |
| Genitiv      | Plural   | -ų          | -ių    | -ių    | -ių    | -jų    | -jų    |
| Dativ        | Singular | -ui         | -iui   | -iui   | -iui   | -jui   | -jui   |
| Dativ        | Plural   | -ams        | -iams  | -iams  | -iams  | -jams  | -jams  |
| Akkusativ    | Singular | -ą          | -ią    | -į     | -į     | -ją    | -jį    |
| Akkusativ    | Plural   | -us         | -ius   | -ius   | -ius   | -jus   | -jus   |
| Instrumental | Singular | -u          | -iu    | -iu    | -iu    | -ju    | -ju    |
| Instrumental | Plural   | -ais        | -iais  | -iais  | -iais  | -jais  | -jais  |
| Lokativ      | Singular | -e          | -yje   | -yje   | -yje   | -juje  | -jyje  |
| Lokativ      | Plural   | -uose       | -iuose | -iuose | -iuose | -juose | -juose |
| Vokativ      | Singular | -e, -ai, -∅ | -e, -y | -i, -∅ | -y     | -jau   | -ji    |
| Vokativ      | Plural   | -ai         | -iai   | -iai   | -iai   | -jai   | -jai   |

Der Vokativ der Substantive auf -as trägt bei Eigennamen die Endung -ai, sonst -e. Soll ein Gattungsbegriff als Eigenname gebraucht werden, kann ebenfalls -ai verwendet werden; so wird der kleine Prinz in der gleichnamigen Erzählung immer als mažasis princai angeredet.
Bei Substantiven auf -ys trägt der Vokativ die Endung -e, falls das Wort der 1. oder 2. Intonationsklasse angehört, sonst die Endung -y.
In Verkleinerungsformen wird der Vokativ häufig ohne Endung gebildet, so wird aus tėvelis „Väterchen“ in der Anrede tėvel, aus broliukas „Brüderlein“ wird broliuk.
In dieser Beugungsklasse wird der Genitiv Singular immer auf dem Stamm betont, die Nominativendung -as ist ebenfalls nie betont. Im Vokativ Singular werden die Endungen -e, -ai und -i nicht betont. Die Betonung des Instrumentalis Singular richtet sich nach der Regel der vorletzten Silbe.
Der Lokativ auf -e wird nur in der 1. Intonationsklasse auf dem Stamm betont, sonst auf der Endung.
Die übrigen Wortformen, die nicht in der Übersicht erläutert wurden, tragen die Betonung in der 1. und 2. Intonationsklasse auf dem Stamm, in der 3. und 4. Klasse auf der Endung.

#### 2. Beugungsklasse (weiblich)
| Kasus        | Numerus  | Endung | Endung  | Endung |
| ------------ | -------- | ------ | ------- | ------ |
| Nominativ    | Singular | -a     | -i, -ia | -ė     |
| Nominativ    | Plural   | -os    | -ios    | -ės    |
| Genitiv      | Singular | -os    | -ios    | -ės    |
| Genitiv      | Plural   | -ų     | -ių     | -ių    |
| Dativ        | Singular | -ai    | -iai    | -ei    |
| Dativ        | Plural   | -oms   | -ioms   | -ėms   |
| Akkusativ    | Singular | -ą     | - ią    | -ę     |
| Akkusativ    | Plural   | -as    | -ias    | -es    |
| Instrumental | Singular | -a     | -ia     | -e     |
| Instrumental | Plural   | -omis  | -iomis  | -ėmis  |
| Lokativ      | Singular | -oje   | -ioje   | -ėje   |
| Lokativ      | Plural   | -ose   | -iose   | -ėse   |
| Vokativ      | Singular | -a     | -ia     | -e     |
| Vokativ      | Plural   | -os    | -ios    | -ės    |

In dieser Beugungsklasse werden Vokativ Singular sowie Nominativ und Vokativ Plural immer auf dem Stamm betont. Der Instrumental Singular gehorcht der Regel der vorletzten Silbe.
Genitiv und Lokativ Singular sowie der Nominativ auf -ė betonen in der 1. und 2. Intonationsklasse den Stamm, sonst die Endung. Die Nominativendung -(i)a wird nur in der 1. Intonationsklasse nicht betont.

#### 3. Beugungsklasse (meist weiblich)
Einige männliche Substantive sind auch in dieser Beugungsklasse zu finden: dantis „Zahn“, debesis „Wolke“, vagis „Dieb“, žvėris „Tier“ und wenige andere.
| Kasus        | Numerus  | Endung             |
| ------------ | -------- | ------------------ |
| Nominativ    | Singular | -is                |
| Nominativ    | Plural   | -ys                |
| Genitiv      | Singular | -ies, -s           |
| Genitiv      | Plural   | -(i)ų              |
| Dativ        | Singular | -iai (w), -iui (m) |
| Dativ        | Plural   | -ims               |
| Akkusativ    | Singular | -į                 |
| Akkusativ    | Plural   | -is                |
| Instrumental | Singular | -imi               |
| Instrumental | Plural   | -imis              |
| Lokativ      | Singular | -yje               |
| Lokativ      | Plural   | -yse               |
| Vokativ      | Singular | -ie                |
| Vokativ      | Plural   | -ys                |

Die kurze Genitivendung -s tragen móteris (móters) „Frau“ sowie obeli̇̀s (obel̃s) „Apfelbaum“. Im Plural erhält der Genitiv für gewöhnlich die Endung -ių; das i fällt jedoch bei einigen Wörtern aus, zu denen sehr häufig gebrauchte Wörter gehören, z. B. móterų „der Frauen“, žąsų̃ „der Gänse“, ausų̃ „der Ohren“, naktų̃ „der Nächte“.
Im Plural werden der Nominativ und der Vokativ immer auf dem Stamm betont. Alle anderen Fälle, die nicht in der Übersicht erläutert wurden, tragen die Betonung in der 1. und 2. Intonationsklasse auf dem Stamm, sonst auf der Endung.
Die Wörter petỹs „Schulter“ und viẽšpats „Herr“ (heute meist im Sinne von „Gott“) werden im Singular der 3. Beugungsklasse zugerechnet. Der Instrumental von viešpats lautet jedoch viešpačiu, bei petys sind sowohl petimi als auch pečiu zulässig. Im Plural tragen diese Wörter die Endung -iai und werden nach der 1. Klasse gebeugt.

#### 4. Beugungsklasse (männlich)
| Kasus        | Numerus  | Endung | Endung | Endung |
| ------------ | -------- | ------ | ------ | ------ |
| Nominativ    | Singular | -us    | -ius   | -jus   |
| Nominativ    | Plural   | -ūs    | -iai   | -jai   |
| Genitiv      | Singular | -aus   | -iaus  | -jaus  |
| Genitiv      | Plural   | -ų     | -ių    | -jų    |
| Dativ        | Singular | -ui    | -iui   | -jui   |
| Dativ        | Plural   | -ums   | -iams  | -jams  |
| Akkusativ    | Singular | -ų     | -ių    | -jų    |
| Akkusativ    | Plural   | -us    | -ius   | -jus   |
| Instrumental | Singular | -umi   | -iumi  | -jumi  |
| Instrumental | Plural   | -umis  | -iais  | -jais  |
| Lokativ      | Singular | -uje   | -iuje  | -juje  |
| Lokativ      | Plural   | -uose  | -iuose | -juose |
| Vokativ      | Singular | -au    | -iau   | -jau   |
| Vokativ      | Plural   | -ūs    | -iai   | -jai   |

In dieser Beugungsklasse wird die Pluralendung -ūs nie betont. Alle anderen Wortformen, die nicht in der Übersicht erläutert wurden, tragen die Betonung in der 1. und 2. Intonationsklasse auf dem Stamm, sonst auf der Endung.
Das Wort žmogùs „Mann, Mensch“ folgt im Singular der 4. Deklinationsklasse, im Plural ändert es aber den Stamm in žmonė- und flektiert wie ein Substantiv der 2. Klasse auf -ė (Nom. žmonės, Gen. žmonių usw.), bleibt aber männlich.

#### 5. Beugungsklasse
| Kasus        | Numerus  | Endung  | Endung     | Endung         |
| ------------ | -------- | ------- | ---------- | -------------- |
| Nominativ    | Singular | -uo (m) | -uo/-ė (w) | šuo            |
| Nominativ    | Plural   | -enys   | -erys      | šunys          |
| Genitiv      | Singular | -ens    | -ers       | šuns           |
| Genitiv      | Plural   | -enų    | -erų       | šunų           |
| Dativ        | Singular | -eniui  | -eriai     | šuniui         |
| Dativ        | Plural   | -enims  | -erims     | šunims         |
| Akkusativ    | Singular | -enį    | -erį       | šunį           |
| Akkusativ    | Plural   | -enis   | -eris      | šunis          |
| Instrumental | Singular | -eniu   | -eria      | šuniu (šunimi) |
| Instrumental | Plural   | -enimis | -erimis    | šunims         |
| Lokativ      | Singular | -enyje  | -eryje     | šunyje         |
| Lokativ      | Plural   | -enyse  | -eryse     | šunyse         |
| Vokativ      | Singular | -enie   | -erie, -e  | šunie          |
| Vokativ      | Plural   | -enys   | -erys      | šunys          |

Für die beiden weiblichen Wörter dieser Intonationsklasse, sesuõ „Schwester“ und duktė̃ „Tochter“, sind im Vokativ sowohl die langen Endungen (seseriẽ, dukteriẽ) als auch Kurzformen (sẽse, dùkte) in Gebrauch.
Im Plural betonen Nominativ und Vokativ immer den Stamm.
Der Instrumentalis Singular genügt der Regel der vorletzten Silbe. (In der Praxis bedeutet das, dass hier auch immer der Stamm betont wird, da die Endung selbst zweisilbig ist, die Stammbetonung also nie auf die vorletzte Silbe fällt. Die einzige Ausnahme ist šuniù „mit dem Hund“, da sonst die vorletzte Silbe kurz betont werden müsste.)
Alle anderen Fälle, die nicht in der Übersicht erläutert wurden, tragen die Betonung in der 1. und 2. Intonationsklasse auf dem Stamm, in der 3. und 4. Klasse auf der Endung.

#### Häufigkeit der Beugungsklassen
Wörter, die nach der 3. und insbesondere der 5. Klasse dekliniert werden, sind relativ selten, oft sind es alte Wörter mit genauen Entsprechungen in anderen indogermanischen Sprachen. Daneben finden sich in diesen Klassen aber auch die Endungen -tis (z. B. stotis – Bahnhof, Station zu stoti – anhalten) und -muo (z. B. duomuo, meist Mehrzahl duomenys – Daten zu duoti – geben).
In der 4. Klasse findet man neben einigen alten Wörtern vor allem Fremdwörter auf -orius, z. B. akumulatorius, direktorius oder -jus, z. B. tramvãjus (wesentlich häufiger sind Adjektive auf -us, siehe das Kapitel zu Adjektiven).
Unter Einbeziehung der genannten Endungen kann man sagen, dass alle Deklinationsklassen noch produktiv sind. Die meisten Wörter und auch die meisten Neubildungen gibt es allerdings in der 1. und 2. Klasse, dort sind aber fast alle existierenden Varianten produktiv.

#### Sekundäre Lokalkasus
Die ostbaltischen Sprachen haben vier sekundäre Lokalkasus entwickelt:
- Inessiv (der heutige Lokativ): miške (Plural miškuose) – im Wald (in Wäldern), lauke – auf dem Feld (draußen)
- Illativ:
  - Singular:
    - männl. Endungen -(i)an, -in, -yn, -un: laukan – auf das Feld (hinaus), traukinin (į traukinį) – in den (zum) Zug, tolyn (į tolį) – ins Weite (weithin), kelian (į kelią) – auf den Weg, XIX amžiun (į XIX amžių) – ins XIX. Jahrhundert
    - weibl. Endungen -(i)on, -ėn: girion (į girią), pievon (į pievą) – auf die Wiese (hin), saulėn (į saulę) – auf die Sonne (hin), atsakomybėn – zur Verantwortung

  - Plural:
    - männl. -(i)uosna: miškuosna (į miškus) – in die Wälder (hinein), laukuosna – auf die Felder (hin), keliuosna (į kelius) – auf die Wege
    - weibl. (i)osna: giriosna (į girias), pievosna (į pievas) – auf die Wiesen (hin), skylėsna (į skyles) – in die Löcher (hinein)
- Adessiv: -iep(i) (Plural -(i)uosemp, -(i)osemp) : miškiep – am Wald, namiep – zu Hause, dvariep, dvaruosemp – am Hof
- Allativ: -op: miškop – zum Wald hin, namop – nach Hause, dvarop, dvarump – zum Hof

Heute werden jedoch nur Inessiv und Illativ verwendet, wobei der Illativ fast immer mit einer Präpositionalphrase paraphrasiert wird (z. B. į mišką statt miškan). Illativ verwendet man öfter in den Mundarten (im Süd- und Ostoberlitauischen); in der Alltags- und Amtssprache selten, nur bestimmte Phrasen, die bekannt sind, z. B., patraukti baudžiamojon (administracinėn, drausminėn) atsakomybėn – „zur strafrechtlichen (verwaltungsrechtlichen, disziplinarrechtlichen) Verantwortung hinziehen“ (diese Redewendungen sind sogar in litauischen Gesetzbüchern – StGB, VwGB, ArbeitsGB und anderen Rechtsakten verankert).
Der Allativ ist relikthaft in Adverbien erhalten, z. B. galop „am Ende“, velniop „zum Teufel“ und vakarop „zum Abend hin“. Der alte indogermanische Lokativ ist ebenfalls nur relikthaft erhalten, z. B. in namie „zu Hause“ (wogegen als Innovation der Inessiv name „im Haus“). Auch der Instrumental kann teilweise eine Lokalbedeutung innehaben, z. B. mišku „durch den Wald“. Allativ und Adessiv werden zum Teil noch in litauischen Dialekten in Belarus verwendet; in Gervėčiai mit der Endung -k statt -p(i).
Der Adessiv kann in einigen Mundarten einen Besitz ausdrücken, z. B. manip šuo „bei mir ist ein Hund“, ein Agens, z. B. jamp mašina nupirkta „bei ihm ist ein Auto gekauft“ oder für eine andere Form (Kasus/Präposition) stehen, z. B. paklausk tėviep „Frag beim Vater“.
Der Illativ kann auch einen Zeitraum ausdrücken, z. B. vasaron „im Sommer“, vakaran „in den (zum) Abend“, dienon „in den Tag“; die sehr archaische Form davon ist bis heute bewahrt und oft verwendet: šiandie(n), von šian dienan – (šią dieną) – „diesen Tag“.
Im nordwestlichen Belarus gibt es einige kleinere litauische Sprachinseln (Zietela, Gervėčiai, Lazūnai), deren Mundart besonders archaisch ist. Die dortigen Dialekte bewahrten beispielsweise alle vier Lokalkasus und teilweise auch den Dual. Andererseits wurden sie in hohem Maß vom dortigen slawischen Idiom beeinflusst. Sowohl der litauischen als auch der slawischen Mundart im Nordwesten von Belarus liegt ein jatwingisches Substrat zugrunde. Die Zietelaer Mundart, die südlichste überhaupt, unterscheidet sich auffällig von den anderen in Belarus (z. B. kein dz-Lautwandel) und weist viele westbaltische Züge auf (z. B. oft z statt ž).
| Zietelaer Mundart             | Schriftsprache                | Deutsch                                   | Anmerkung                                                                               |
| ----------------------------- | ----------------------------- | ----------------------------------------- | --------------------------------------------------------------------------------------- |
| Kana einava vasaron?          | Kur (mudu) eisime vasarą?     | Wohin gehen wir beide im Sommer?          | Anstelle von kur (wo?) steht der Illativ von kas (wer?/was?)                            |
| Čia kiba meškaip eita.        | Čia gal meška ėjo.            | Hier ist vielleicht ein Bär gegangen.     |                                                                                         |
| Ana savamp tėviep prašo.      | Ji savo tėvo prašo.           | Sie fragt ihren Vater.                    | Anstelle von ji (sie) steht ana (jene)                                                  |
| Diev(i)ep visi lygūs.         | Prieš dievą visi lygūs.       | Vor Gott sind alle gleich.                |                                                                                         |
| Manamp broli(e)p nėra žmonos. | Mano brolis neturi žmonos.    | Mein Bruder hat keine Frau.               |                                                                                         |
| Anas aiti/aima tėvop.         | Jis eina pas tėvą.            | Er geht zum Vater.                        | Man beachte die athematische Konjugation (die alternative Endung -ma ist eine Neuerung) |
| Anas yra tėviep.              | Jis yra pas tėvą.             | Er ist beim Vater.                        |                                                                                         |
| Ona buvoja dažnai namie.      | Ona būna namie.               | Anna ist oft daheim.                      |                                                                                         |
| Aš eičap namop, jei tu eitai. | Aš eičiau namo, jei tu eitum. | Ich ginge heim, wenn du gingest.          |                                                                                         |
| Kaimyniep nusipirkau arklį.   | Pas kaimyną nusipirkau arklį. | Ich habe ein Pferd beim Nachbarn gekauft. |                                                                                         |

#### Dual
In einigen Mundarten und in Gedichten findet man noch die Überreste des Duals. Auch bei der Beugung von du/dvi „zwei“ sowie abu/abi „beide“ werden die Endungen des Dualis verwendet. Dabei haben sich die Formen für den Genitiv und den Lokativ nicht erhalten, hier werden stets die gewöhnlichen Pluralformen gebraucht.
Nominativ, Akkusativ und Vokativ sind im Dual identisch. Sämtliche weiblichen Substantive erhalten die Endung -i; die männlichen enden auf -u bzw. -iu. (Die „weiche Endung“ -iu wird verwendet, wenn die anderen Wortformen ebenfalls weiche Endungen tragen: Dies betrifft Substantive auf -ias, -is, -ys, -ius und -uo.)
- … ir plauksite kaip dvi žvaigždi / padangėmis. „… und ihr schwimmt wie zwei Sterne / am Himmelszelt entlang.“ (Aus dem Gedicht Užmik von Vincas Mykolaitis-Putinas)
- Grįžau namuosna, a kaip tik mano du draugu buvo išėję kariuomenėn, bet jie neišėję, ogi slapstėsi. „Ich kehrte heim, und gerade waren meine zwei Freunde in den Krieg gezogen, aber sie waren gar nicht ausgezogen, sie versteckten sich ja.“ (Aus den Nachkriegserinnerungen von Pranas Grigas: Po Karo. Dieses Beispiel illustriert auch die Verwendung des Illativs.)

Die Betonung richtet sich nach der Regel der vorletzten Silbe.
Dativ und Instrumental werden gebildet, indem man vom Dativ Plural das auslautende -s entfernt. Ist die Endung unbetont (in der 1. und 2. Intonationsklasse), so unterscheiden sich auch diese beiden Fälle im Dual nicht. Ist die Endung hingegen betont, so erhält sie im Dativ den Stoßton, im Instrumental den Schleifton.

### Adjektiv
Mögliche Endungen von Adjektiven sind -as (m.)/-a (w.), -ias (m.)/ -ia (w.), -us (m.)/-i (w.) und -is (m.)/-ė (w.). Bei der Steigerung wird für den Komparativ immer -esnis (m.) -esnė (f.) und für den Superlativ -iausas, -iausia verwendet.
Auch bei Adjektiven treten regelmäßig die unten dargestellten Veränderungen im Stammauslaut auf.

#### Die Beugung des Adjektivs
| 1. Klasse         | Singular | Singular  | Singular | Plural | Plural | Plural |
| 1. Klasse         | m.       | m.        | w.       | m.     | m.     | w.     |
| ----------------- | -------- | --------- | -------- | ------ | ------ | ------ |
| Nominativ/Vokativ | -as      | -is, -ias | -a       | -i     | -i     | -os    |
| Genitiv           | -o       | -io       | -os      | -ų     | -ių    | -ų     |
| Dativ             | -am      | -iam      | -ai      | -iems  | -iems  | -oms   |
| Akkusativ         | -ą       | -į, -ią   | -ą       | -us    | -ius   | -as    |
| Instrumental      | -u       | -iu       | -a       | -ais   | -iais  | -omis  |
| Lokativ           | -ame     | -iame     | -oje     | -uose  | -iuose | -ose   |

Die Beugung der Adjektive mit der Endung -is nach der 1. Klasse gilt nur für das Adjektiv didelis „groß“ und für die Komparativformen auf -esnis; ansonsten gehören alle Adjektive mit der Endung -is der 3. Klasse an.
Weibliche Adjektive auf -ė werden wie nach der 3. Beugungsklasse dekliniert. Weibliche Adjektive auf -ia erhalten in allen Formen das i zwischen Stamm und Endung.
| 2. Klasse         | Singular | Singular | Plural | Plural |
| 2. Klasse         | m.       | w.       | m.     | w.     |
| ----------------- | -------- | -------- | ------ | ------ |
| Nominativ/Vokativ | -us      | -i       | -ūs    | -ios   |
| Genitiv           | -aus     | -ios     | -ių    | -ių    |
| Dativ             | -iam     | -iai     | -iems  | -ioms  |
| Akkusativ         | -ų       | -ią      | -ius   | -ias   |
| Instrumental      | -iu      | -ia      | -iais  | -iomis |
| Lokativ           | -iame    | -ioje    | -iuose | -iose  |

| 3. Klasse    | Singular | Singular | Plural | Plural |
| 3. Klasse    | m.       | w.       | m.     | w.     |
| ------------ | -------- | -------- | ------ | ------ |
| Nominativ    | -is      | -ė       | -iai   | -ės    |
| Genitiv      | -io      | -ės      | -ių    | -ių    |
| Dativ        | -iam     | -ei      | -iams  | -ėms   |
| Akkusativ    | -į       | -ę       | -ius   | -ės    |
| Instrumental | -iu      | -e       | -iais  | -ėmis  |
| Lokativ      | -iame    | -ėje     | -iuose | -ėse   |
| Vokativ      | -i       | -e       | -iai   | -ės    |

Von Adjektiven der 1. und 2. Beugungsklasse können Neutrumformen gebildet werden, die in unpersönlichen Sätzen angewandt werden. Diese unterscheiden sich nur im Nominativ und Akkusativ Singular von den männlichen Formen. Sie werden gebildet, indem man das auslautende s des männlichen Nominativs Singular entfernt, z. B. gẽra „gut (n.)“ (im Unterschied zu gerà „gut (w.)“), gražù „schön“. Im Komparativ sind sie mit den entsprechenden Adverbien formgleich.
Auch von Adjektiven werden (heute nur noch in einigen Mundarten und in Gedichten) Dualformen gebildet. Dies geschieht wie bei Substantiven, mit der einzigen Ausnahme, dass hier auch die männlichen Adjektive der 2. Beugungsklasse die weiche Endung -iu annehmen.
Adjektive werden im Allgemeinen wie Substantive der 1., 2. bzw. 4. Beugungsklasse (je nach Endung) betont. Im Unterschied zur Substantivdeklination werden jedoch die Endungen -am (Dat. Sg. m.) und -ame (Lok. Sg. m.) bei Adjektiven der 3. oder 4. Intonationsklasse betont, während sie bei Adjektiven der 1. oder 2. Intonationsklasse unbetont bleiben.
Zweisilbige Adjektive gehören immer der 3. oder 4. Intonationsklasse an. Adjektive, die zur 2. Beugungsklasse und zur 3. Intonationsklasse gehören, können in der männlichen Form des Nominativs Singular auch auf dem Stamm betont werden. Das häufigste Beispiel ist áiškus „klar“.
Der Komparativ der Adjektive gehört der 2. Intonationsklasse an, der Superlativ der 1. Intonationsklasse.

#### Bestimmte Adjektive
Die meisten Adjektive haben auch eine pronominalisierte Langform, die zusätzlich das Merkmal der Bestimmtheit aufweist, d. h. so werden kontextgebundene Objekte markiert. Sie ist durch Anhängen des Personalpronomens jis/ji an die Kurzform gebildet bei späteren phonetischen Verkürzungen (z. B. geras – gerasis „gut“, maža – mažoji „klein“, aber gerąjam < geram-jam „dem Guten“). Mažasis princas ist „Der kleine Prinz“ während mažas princas eher als „ein kleiner Prinz“ zu übersetzen wäre. Bei Verwendung dieser Formen ist zu beachten, dass beide Komponenten dekliniert werden, z. B. Genitiv mažojo princo „des kleinen Prinzen“. Ein weiteres Beispiel ist Vytautas Didysis „Vytautas der Große“ – wo aber untypisch und wohl nach lateinischem und deutschem Vorbild das Attribut nachgestellt wird.
Die Endungen lauten im Einzelnen:
|                   | Singular | Singular             | Singular | Plural    | Plural     | Plural   | Dual    | Dual    | Dual   |
| m.                | m.       | w.                   | m.       | m.        | w.         | m.       | m.      | w.      |        |
| ----------------- | -------- | -------------------- | -------- | --------- | ---------- | -------- | ------- | ------- | ------ |
| Nominativ/Vokativ | -asis    | -iasis, -ysis, -usis | -oji     | -ieji     | -ieji      | -osios   | -uoju   | -iuoju  | -ieji  |
| Genitiv           | -ojo     | -iojo                | -osios   | -ųjų      | -iųjų      | -ųjų     | —       | —       | —      |
| Dativ             | -ajam    | -iajam               | -ajai    | -iesiems  | -iesiems   | -osioms  | -iesiem | -iesiem | -osiom |
| Akkusativ         | -ąjį     | -iąjį, -įjį, -ųjį    | -ąją     | -uosius   | -iuosius   | -ąsias   | -uoju   | -iuoju  | -ieji  |
| Instrumental      | -uoju    | -iuoju               | -ąja     | -aisiais  | -iaisiais  | -osiomis | -iesiem | -iesiem | -osiom |
| Lokativ           | -ajame   | -iajame              | -ojoje   | -uosiuose | -iuosiuose | -osiose  | —       | —       | —      |

Hinsichtlich der Betonung unterscheiden sich die Langformen nur im männlichen Nominativ Singular von den Kurzformen: Hier wird bei Adjektiven der 3. und 4. Intonationsklasse stets die Endung betont. Insbesondere gilt dies für alle zweisilbigen Adjektive: gẽras – geràsis, áiškus – aiškùsis. Wird die Endung betont, dann immer auf ihrer ersten Silbe: gerãjame, geruõsiuose, geróji.

#### Unregelmäßige Adjektive
Das Adjektiv didelis „groß“ wird unregelmäßig gebeugt; lediglich der Positiv (Grundstufe) der Kurzformen wird in allen Fällen regelmäßig gebeugt. Alle anderen Formen (Steigerungsstufen, Langformen, abgeleitete Adverbien) werden von *didis abgeleitet. Zur Illustration mögen folgende Beispiele dienen:
Regelmäßig gebeugt sind
- dideliems výrams „für große Männer“,
- didelėsè parduotùvėse „in großen Läden“;

Unregelmäßig gebeugt sind
- Výtautas Didỹsis „Vytautas der Große“,
- didžiáusias džiaũgsmas „die größte Freude“,
- didžiai̇̃ trókšta gė̃lės „die Blumen haben großen Durst“.
- Tų̃ žmonių̃ skai̇̃čius ei̇̃na vis didỹn. „Die Zahl dieser Menschen wird immer größer.“

Auch die Betonung weist Unregelmäßigkeiten auf: Obwohl di̇̀delis der Intonationsklasse 3b angehört, trägt die weibliche Form im Nominativ Singular den Akzent auf dem Stamm: di̇̀delė. Die von *didis abgeleiteten Langformen gehören zur Intonationsklasse 4, die Adverbien betonen die Endung.

### Adverbien
Im Litauischen gibt es primäre (nicht-abgeleitete) und sekundäre (abgeleitete) Adverbien.
Primäre Adverbien sind eigenständige Lexeme und lassen sich von keinem anderen Wort ableiten. In der Regel haben sie keine charakteristische Endung, vgl.:
- dár „noch“
- teñ „dort“
- daũg „viel“

Die größten Gruppe der sekundären Adverbien sind die von Adjektiven abgeleiteten. Um ein Adverb aus einem Adjektiv zu bilden, werden die männlichen Adjektiv-Endungen durch folgende Endungen ersetzt:
- aus -as wird -ai
- aus -us wird -iai

Beim Steigern der Adverbien wird an den Adjektiv-Stamm die Endung -iaũ für den Komparativ und die Endung -iáusiai für den Superlativ angehängt.
Die Endung -(i)ai wird bei Adjektiven der 3. und 4. Intonationsklasse betont, bei Adjektiven der 1. und 2. Intonationsklasse bleibt die Betonung auf dem Stamm. Abweichend von dieser Regel betont man zweisilbige Adjektive der zweiten Beugungsklasse nur dann auf der Endung, wenn sie im Stamm einen kurzen Vokal (a, e, i oder u) besitzen; die Betonung liegt auf dem Stamm, wenn dieser einen langen Vokal oder einen Diphthong enthält (hierzu zählen auch Kombinationen aus a, e, i oder u und dem Konsonanten l, m, n oder r, sofern der Konsonant nicht Anlaut der folgenden Silbe ist): brángiai „teuer“, sódriai „reichhaltig“, aber giliai̇̃ „tief“.
Von dieser Grundregel gibt es einige Ausnahmen, die jedoch häufig auch von Litauern uneinheitlich betont werden. Die wichtigste Ausnahme ist grei̇̃tai „schnell“; zu den häufiger gebrauchten Ausnahmen zählen außerdem riebiai̇̃ „fett“ und pavỹdžiai „neidisch“. Bei malõniai „angenehm“, patõgiai „bequem“ und padõriai „anständig“ ist sowohl Stamm- als auch Endbetonung zulässig.
Eine weitere Gruppe Adverbien endet auf -ỹn. Diese sind ursprünglich Illative und tragen deshalb häufig die Bedeutung von Richtung oder Wachstum:
- aukštỹn „nach oben“ (von aukštis „Höhe“, dieses aus aukštas „hoch“)
- žemỹn „herab“ (von žemis „Tiefe“, dieses aus žemas „tief“)
- dugnỹn „zu Boden“ (zu dugnys = dugnas „Boden“)
- tolỹn „weiter, voran“ (zu tolis „Ferne“, dies von toli „weit, fern“)
- raudonỹn „hin zu größerer Röte“ (zu raudonis „Röte“ aus raudonas „rot“)

Einige Adverbien der Richtung, der Zeit und der Art und Weise lassen sich aus Demonstrativ- und Interrogativpronomina zusammensetzen, z. B. šis + kaip = šiaip „auf diese Weise“, kitas + kur = kitur „woanders“, šitas + toks = šitoks „solch einer“. Verwendet wird dabei der Stamm des Demonstrativpronomens und die Endung des Fragewortes. Man unterscheidet zwischen kitas „ein anderer“ und kitkas „etwas anderes“. Auf dieselbe Weise lassen sich mit visas „ganz, all“ allumfassende Adverbien wie visur „überall“ oder visada „immer“ zusammensetzen. Zusammensetzungen mit vienas „eins“ drücken häufig einen Gegensatz zu kitas aus: vienaip ar kitaip „auf die eine oder andere Weise“.
Im Einzelnen sind folgende Formen möglich (Ausnahmen fettgedruckt):
| +      | koks?   | kur?      | kaip?   | kada?             | kiek?  |
| ------ | ------- | --------- | ------- | ----------------- | ------ |
| šis    | šioks   | čia, štai | šiaip   | šiada1            | šiek   |
| šitas  | šitoks  | šitur     | šitaip  | —                 | šitiek |
| tas    | toks    | ten       | taip    | tad(a), tados     | tiek   |
| anas   | anoks   | —         | anaip   | —                 | aniek  |
| kitas  | kitoks  | kitur     | kitaip  | kitad(a), kitados | kitiek |
| visas  | visoks  | visur     | visaip  | visada            | —      |
| vienas | vienoks | vienur    | vienaip | —                 | —      |

1 Šiada tritt nur in festen Redensarten auf.
Daneben gibt es vereinzelt Adverbien, die sich aus Adjektiven oder Substantiven und den Interrogativpronomina ableiten:
- naujaip „auf neue Weise“ (zu naũjas, naujà „neu“)
- svetur „in der Fremde“ (zu svetija „die Fremde“)

Des Weiteren lässt sich durch Präfigierung eines Fragewortes mit nie- eine negative Antwort auf die entsprechende Frage geben: niekas „niemand“, niekur „nirgends (hin)“, niekaip „auf keine Weise“, niekad(a), niekados „nie“. Während niekas „niemand“ wie kas dekliniert werden kann, wird „nichts“ immer im Genitiv gebraucht: nieko.
Unbestimmte Adverbien  lassen sich auf vier Arten aus den Fragewörtern bilden:
- kaž- + Fragewort oder kažin + Fragewort „irgend-“: Die Antwort auf die Frage ist nicht bekannt, z. B. kažkas „irgendjemand“, kažin kaip „irgendwie“: Raktas kažkur dingo. „Der Schlüssel ist irgendwo verschwunden (und ich weiß nicht, wo).“
- Fragewort + nors „irgend-“: Die Antwort ist unwichtig, z. B. kada nors „irgendwann“: Kartais noriu kur nors dingti. „Manchmal möchte ich irgendwo verschwinden (egal, wo).“
- bet + Fragewort „irgend-“: Die Antwort ist frei wählbar, z. B. bet kuris „ein beliebiger, irgendeiner“: Sėsk bet kur. „Setz dich irgendwo (such dir einen Platz aus).“
- kai + Fragewort „einige“: Es gibt mehrere Möglichkeiten, z. B. kai kas „einige Menschen“, kai kada „hin und wieder“, kai kokie „einige Arten“: Kai kur rožės žydi. „Hier und da blühen Rosen.“

### Zahlen

#### Kardinalzahlen
Die Kardinalzahlen werden teilweise wie Adjektive behandelt, z. B. vienas, keturi; teils als Substantive, z. B. vienuolika, tūkstantis. Abweichungen von der gewöhnlichen Adjektiv- bzw. Substantivdeklination sind durch Fettdruck hervorgehoben.
| Zahl              | Nominativ                                                                                | Genitiv                                                                                                 | Dativ                                                                                                   | Akkusativ                                                                                               | Instrumental                                                                                            | Lokativ                                                                                                 | Vokativ              |
| ----------------- | ---------------------------------------------------------------------------------------- | --- | --- | --- | --- | --- | -------------------- |
| 1                 | vienas (m) viena (w)                                                                     | vieno vienos                                                                                            | vienam vienai                                                                                           | vieną                                                                                                   | vienu viena                                                                                             | viename vienoje                                                                                         |                      |
| 2                 | du dvi                                                                                   | dviejų                                                                                                  | dviem                                                                                                   | du dvi                                                                                                  | dviem                                                                                                   | dviejuose dviejose                                                                                      |                      |
| 3                 | trys                                                                                     | trijų                                                                                                   | trims                                                                                                   | tris | trimis                                                                                                  | trijuose trijose                                                                                        |                      |
| 4                 | keturi keturios                                                                          | keturių                                                                                                 | keturiems keturioms                                                                                     | keturis keturias                                                                                        | keturiais keturiomis                                                                                    | keturiuose keturiose                                                                                    |                      |
| 5                 | penki penkios                                                                            | wie keturi                                                                                              | wie keturi                                                                                              | wie keturi                                                                                              | wie keturi                                                                                              | wie keturi                                                                                              |                      |
| 6                 | šeši šešios                                                                              | wie keturi                                                                                              | wie keturi                                                                                              | wie keturi                                                                                              | wie keturi                                                                                              | wie keturi                                                                                              |                      |
| 7                 | septyni septynios                                                                        | wie keturi                                                                                              | wie keturi                                                                                              | wie keturi                                                                                              | wie keturi                                                                                              | wie keturi                                                                                              |                      |
| 8                 | aštuoni aštuonios                                                                        | wie keturi                                                                                              | wie keturi                                                                                              | wie keturi                                                                                              | wie keturi                                                                                              | wie keturi                                                                                              |                      |
| 9                 | devyni devynios                                                                          | wie keturi                                                                                              | wie keturi                                                                                              | wie keturi                                                                                              | wie keturi                                                                                              | wie keturi                                                                                              |                      |
| 10                | dešimt                                                                                   | wird nicht gebeugt; dešimtis (als Substantiv) kann wie Substantive der 3. Beugungsklasse gebeugt werden | wird nicht gebeugt; dešimtis (als Substantiv) kann wie Substantive der 3. Beugungsklasse gebeugt werden | wird nicht gebeugt; dešimtis (als Substantiv) kann wie Substantive der 3. Beugungsklasse gebeugt werden | wird nicht gebeugt; dešimtis (als Substantiv) kann wie Substantive der 3. Beugungsklasse gebeugt werden | wird nicht gebeugt; dešimtis (als Substantiv) kann wie Substantive der 3. Beugungsklasse gebeugt werden |                      |
| 11                | vienuolika                                                                               | vienuolikos                                                                                             | vienuolikai                                                                                             | vienuolika                                                                                              | vienuolika                                                                                              | vienuolikoje                                                                                            |                      |
| 12                | dvylika                                                                                  | wie vienuolika                                                                                          | wie vienuolika                                                                                          | wie vienuolika                                                                                          | wie vienuolika                                                                                          | wie vienuolika                                                                                          |                      |
| 13                | trylika                                                                                  | wie vienuolika                                                                                          | wie vienuolika                                                                                          | wie vienuolika                                                                                          | wie vienuolika                                                                                          | wie vienuolika                                                                                          |                      |
| 14 ⋮ 19           | keturiolika ⋮ devyniolika                                                                | wie vienuolika                                                                                          | wie vienuolika                                                                                          | wie vienuolika                                                                                          | wie vienuolika                                                                                          | wie vienuolika                                                                                          |                      |
| 20                | dvidešimt                                                                                | wird nicht gebeugt                                                                                      | wird nicht gebeugt                                                                                      | wird nicht gebeugt                                                                                      | wird nicht gebeugt                                                                                      | wird nicht gebeugt                                                                                      |                      |
| 21 ⋮ 29           | dvidešimt vienas/dvidešimt viena ⋮ dvidešimt devyni/dvidešimt devynios                   | dvidešimt bleibt unverändert, die Einerstelle wird wie oben dekliniert                                  | dvidešimt bleibt unverändert, die Einerstelle wird wie oben dekliniert                                  | dvidešimt bleibt unverändert, die Einerstelle wird wie oben dekliniert                                  | dvidešimt bleibt unverändert, die Einerstelle wird wie oben dekliniert                                  | dvidešimt bleibt unverändert, die Einerstelle wird wie oben dekliniert                                  |                      |
| 30                | trisdešimt                                                                               | wird nicht gebeugt                                                                                      | wird nicht gebeugt                                                                                      | wird nicht gebeugt                                                                                      | wird nicht gebeugt                                                                                      | wird nicht gebeugt                                                                                      |                      |
| 40                | keturiasdešimt                                                                           | wird nicht gebeugt                                                                                      | wird nicht gebeugt                                                                                      | wird nicht gebeugt                                                                                      | wird nicht gebeugt                                                                                      | wird nicht gebeugt                                                                                      |                      |
| 50                | penkiasdešimt                                                                            | wird nicht gebeugt                                                                                      | wird nicht gebeugt                                                                                      | wird nicht gebeugt                                                                                      | wird nicht gebeugt                                                                                      | wird nicht gebeugt                                                                                      |                      |
| 60                | šešiasdešimt                                                                             | wird nicht gebeugt                                                                                      | wird nicht gebeugt                                                                                      | wird nicht gebeugt                                                                                      | wird nicht gebeugt                                                                                      | wird nicht gebeugt                                                                                      |                      |
| 70                | septyniasdešimt                                                                          | wird nicht gebeugt                                                                                      | wird nicht gebeugt                                                                                      | wird nicht gebeugt                                                                                      | wird nicht gebeugt                                                                                      | wird nicht gebeugt                                                                                      |                      |
| 80                | aštuoniasdešimt                                                                          | wird nicht gebeugt                                                                                      | wird nicht gebeugt                                                                                      | wird nicht gebeugt                                                                                      | wird nicht gebeugt                                                                                      | wird nicht gebeugt                                                                                      |                      |
| 90                | devyniasdešimt                                                                           | wird nicht gebeugt                                                                                      | wird nicht gebeugt                                                                                      | wird nicht gebeugt                                                                                      | wird nicht gebeugt                                                                                      | wird nicht gebeugt                                                                                      |                      |
| 100               | šimtas                                                                                   | šimto                                                                                                   | šimtui                                                                                                  | šimtą                                                                                                   | šimtu                                                                                                   | šimte                                                                                                   | šimte                |
| 101 ⋮ 199         | šimtas vienas/šimtas viena ⋮ šimtas devyniasdešimt devyni/šimtas devyniasdešimt devynios | beide Bestandteile werden wie oben dekliniert                                                           | beide Bestandteile werden wie oben dekliniert                                                           | beide Bestandteile werden wie oben dekliniert                                                           | beide Bestandteile werden wie oben dekliniert                                                           | beide Bestandteile werden wie oben dekliniert                                                           |                      |
| 200 ⋮ 900         | du šimtai ⋮ devyni šimtai                                                                | du bis devyni wie oben, šimtai wie Substantive der 1. Beugungsklasse im Plural                          | du bis devyni wie oben, šimtai wie Substantive der 1. Beugungsklasse im Plural                          | du bis devyni wie oben, šimtai wie Substantive der 1. Beugungsklasse im Plural                          | du bis devyni wie oben, šimtai wie Substantive der 1. Beugungsklasse im Plural                          | du bis devyni wie oben, šimtai wie Substantive der 1. Beugungsklasse im Plural                          |                      |
| 1000              | tūkstantis                                                                               | tūkstančio                                                                                              | tūkstančiui                                                                                             | tūkstantį                                                                                               | tūkstančiu                                                                                              | tūkstantyje                                                                                             | tūkstanti            |
| 2000 ⋮ 9000       | du tūkstančiai ⋮ devyni tūkstančiai                                                      | du bis devyni wie oben, tūkstančiai wie Substantive der 1. Beugungsklasse im Plural                     | du bis devyni wie oben, tūkstančiai wie Substantive der 1. Beugungsklasse im Plural                     | du bis devyni wie oben, tūkstančiai wie Substantive der 1. Beugungsklasse im Plural                     | du bis devyni wie oben, tūkstančiai wie Substantive der 1. Beugungsklasse im Plural                     | du bis devyni wie oben, tūkstančiai wie Substantive der 1. Beugungsklasse im Plural                     |                      |
| 1.000.000         | milijonas                                                                                | milijono                                                                                                | milijonui                                                                                               | milijoną                                                                                                | milijonu                                                                                                | milijone                                                                                                | milijone             |
| 1.000.000.000     | milijardas                                                                               | milijardo                                                                                               | milijardui                                                                                              | milijardą                                                                                               | milijardu                                                                                               | milijarde                                                                                               | milijarde            |
| 1.000.000.000.000 | trilijonas (bilijonas)                                                                   | trilijono (bilijono)                                                                                    | trilijonui (bilijonui)                                                                                  | trilijoną (bilijoną)                                                                                    | trilijonu (bilijonu)                                                                                    | trilijone (bilijone)                                                                                    | trilijone (bilijone) |

Kvadrilijonas (1015), kvintilijonas (1018), sekstilijonas (1021), septilijonas (1024), oktilijonas (1027), nonilijonas (1030).
Das Substantiv, auf das sich die Zahl bezieht, steht nach vienas im Singular, nach du bis devyni im Plural. Der Fall richtet sich nach der Funktion im Satz. Nach allen anderen Zahlwörtern steht das Substantiv im Genitiv Plural. Hier wird nur das Zahlwort dekliniert. Bei zusammengesetzten Zahlen richtet sich Zahl und ggf. Fall immer nur nach dem letzten Bestandteil:
- dvi katės „zwei Katzen“
- vienuolika kačių „elf Katzen“
- dvidešimt viena katė „einundzwanzig Katzen“ (vgl. deutsch „tausendundeine Nacht“, nicht „Nächte“)
- šimtui kačių „für hundert Katzen“
- šimtui vienai katei „für hundertundeine Katze“

Vor Pluraliatantum werden für 1 bis 9 Kollektivzahlen verwendet: vieneri, dveji, treji, ketveri, penkeri, šešeri, septyneri, aštuoneri, devyneri. Diese werden wie Adjektive auf -ias gebeugt. Statt vieneri kann auch der Plural von vienas verwendet werden.

#### Ordinalzahlen
Die Ordinalzahlen werden wie Adjektive behandelt. Sie werden im Allgemeinen nach dem Muster Stamm + tas (männlich), ta (weiblich) und ti (plural) gebildet. Dabei kommt es teilweise zu phonetischen Abweichungen, die ersten drei sind völlig unregelmäßig.
| 1.                      | pirmas, pirma, pirmi                                                                  |
| 2.                      | antras, antra, antri                                                                  |
| 3.                      | trečias, trečia, treti                                                                |
| 4.                      | ketvirtas, ketvirta, ketvirti                                                         |
| 5.                      | penktas, penkta, penkti                                                               |
| 6.                      | šeštas, šešta, šešti                                                                  |
| 7.                      | septintas, septinta, septinti                                                         |
| 8.                      | aštuntas, aštunta, aštunti                                                            |
| 9.                      | devintas, devinta, devinti                                                            |
| 10.                     | dešimtas, dešimta, dešimti                                                            |
| 11.                     | vienuoliktas, vienuolikta, vienuolikti                                                |
| 12.                     | dvyliktas, dvylikta, dvylikti                                                         |
| 13.                     | tryliktas, trylikta, trylikti                                                         |
| 14.                     | keturioliktas, keturiolikta, keturiolikti                                             |
| 15.                     | penkioliktas, penkiolikta, penkiolikti                                                |
| 16.                     | šešioliktas, šešiolikta, šešiolikti                                                   |
| 17.                     | septynioliktas, septyniolikta, septyniolikti                                          |
| 18.                     | aštuonioliktas, aštuoniolikta, aštuoniolikti                                          |
| 19.                     | devynioliktas, devyniolikta, devyniolikti                                             |
| 20.                     | dvidešimtas, dvidešimta, dvidešimti                                                   |
| 30.                     | trisdešimtas, trisdešimta, trisdešimti                                                |
| 40.                     | keturiasdešimtas, keturiasdešimta, keturiasdešimti                                    |
| 50.                     | penkiasdešimtas, penkiasdešimta, penkiasdešimti                                       |
| 60.                     | šešiasdešimtas, šešiasdešimta, šešiasdešimti                                          |
| 70.                     | septyniasdešimtas, septyniasdešimta, septyniasdešimti                                 |
| 80.                     | aštuoniasdešimtas, aštuoniasdešimta, aštuoniasdešimti                                 |
| 90.                     | devyniasdešimtas, devyniasdešimta, devyniasdešimti                                    |
| 100.                    | šimtas, šimta, šimti                                                                  |
| 101. – 199.             | šimtas pirma(s) – šimtas devyniasdešimt devinta(s)                                    |
| 200.                    | du šimta(s) / dušimta(s)                                                              |
| 300.                    | trys šimta(s) / trisšimta(s)                                                          |
| 400. – 900.             | keturi šimta(s) / keturiašimta(s) – devyni šimta(s) / devyniašimta(s)                 |
| 1000.                   | tūkstanta(s)                                                                          |
| 2000.                   | du tūkstanta(s) / dutūkstanta(s)                                                      |
| 3000.                   | trys tūkstanta(s) / tristūkstanta(s)                                                  |
| 4000. – 9000.           | keturi tūkstanta(s) / keturiatūkstanta(s) – devyni tūkstanta(s) / devyniatūkstanta(s) |
| 1.000.000.              | milijonas                                                                             |
| 2.000.000. – 9.000.000. | du milijonas / dumilijonas – devyni milijonas / devyniamilijonas                      |
| 100.000.000             | šimtas milijonas                                                                      |

Dabei wird jeweils nur das letzte Wort als Ordinalie gebildet: šimtas dvidešimt aštunta(s) „128.“
Von Ordinalzahlen wird auch eine Langform gebildet.

#### Bruchzahlen
Für Bruchzahlen gibt es zwei verschiedene Bildungsweisen: eine traditionelle und eine wissenschaftliche.
Bei der traditionellen Bildungsweise wird eine Zusammensetzung aus der dem Nenner entsprechenden Ordnungszahl und dem Wort dalis „Teil“ gebildet. Die so entstehenden Bruchzahlen sind männliche Substantive und werden nach der 1. Beugungsklasse dekliniert:
- (vienas) trečiadalis „ein Drittel“
- trys ketvirtadaliai „drei Viertel“

Statt antradalis findet man häufiger pusė „halb“, anstelle von trečiadalis ist auch trečdalis im Gebrauch, und außer ketvirtadalis wird auch ketvirtis verwendet, welches meist nach der 3. Beugungsklasse dekliniert wird und dann weiblich ist.
Für die wissenschaftliche Form wird die weibliche Langform der dem Nenner entsprechenden Ordnungszahl benutzt. Der Zähler muss dabei immer angegeben werden.
- viena antroji „ein halb“
- septyni dešimtosios „sieben Zehntel“

Das folgende Substantiv steht im Genitiv: penkios šeštosios picos „fünf Sechstel der Pizza“, pusė valandos „eine halbe Stunde (die Hälfte der Stunde)“.
Für gemischte Brüche benutzt man die folgende Konstruktion: trys su pusė „dreieinhalb“ (wörtlich „drei mit Hälfte“), du su dvejomis trečiosiomis „zwei und zwei Drittel“. Das folgende Substantiv richtet sich nach der ganzen Zahl: viena su pusė valanda „eineinhalb Stunden“.
Für halbzahlige Brüche existiert außerdem die Konstruktion pus + Ordnungszahl im Genitiv. Das Substantiv steht ebenfalls im Genitiv, das Geschlecht von Ordnungszahl und Substantiv muss übereinstimmen:
- pusantro kilogramo „anderthalb Kilogramm“
- pustrečios mylios „zweieinhalb Meilen“ (im Deutschen gab es diese Konstruktion ebenfalls: „dritthalb Meilen“ gilt heute als veraltet)

### Pronomen
Litauische Pronomina besitzen die Endungen -as/-a oder -is/-i. Hiervon ausgenommen sind lediglich die Personalpronomina der 1. und 2. Personen.
Im Plural werden weibliche Pronomina nur mit Bezug auf mehrere weibliche Substantive verwendet. Ist eines der Bezugswörter männlichen Geschlechts, so wird das männliche Pronomen gebraucht.
Die Beugung ist weitgehend identisch mit der Beugung der Adjektive. Weibliche Pronomina auf -i werden dabei gemäß der 2. Beugungsklasse dekliniert, alle anderen – insbesondere alle männlichen Formen – nach der 1. Beugungsklasse. Als einzige Abweichung ist zu vermerken, dass die kurzen Vokale u und i in den Endungen der männlichen Pronomina durch ie bzw. uo ersetzt werden, wenn die Endung betont ist. (Dies betrifft nicht den Nominativ Singular.) Es ist also wichtig, die richtige Betonung zu kennen, wenn man nicht die einzelnen Wortformen als Unregelmäßigkeiten auswendig lernen möchte.
Die Betonung richtet sich ebenfalls nach den gewohnten Intonationsklassen, wobei sämtliche Pronomina der dritten oder vierten Intonationsklasse angehören. Einige Pronomina betonen in der Nennform (Nominativ Singular männlich) die Endung. Diese betonen dann auch in allen anderen Formen die Endung. Sie werden traditionell der vierten Intonationsklasse zugerechnet.
Bei den Pronomina (insbesondere bei den Personal- und Demonstrativpronomina) ist der Dual noch in regem Gebrauch. Die Darstellung beschränkt sich hier auf die Personalpronomina, da die Endungen der übrigen Pronomina denen der Personalpronomina der 3. Person entsprechen. Die Endungen sind dabei stets betont.
Es existiert auch ein Dual-Indefinitpronomen abù(du)/abi̇̀(dvi) „beide“, welches wie das Zahlwort dù/dvi̇̀ dekliniert wird: abù(du)/abi̇̀(dvi), abiejų̃, abi̇́em, abù(du)/abi̇̀(dvi), abiẽm, abiejuosè/abiejosè.

#### Personalpronomen
Die Beugung der Personalpronomina erfolgt auf diese Weise:
| Kasus        | Singular  | Singular  | Singular       | Singular       | Plural    | Plural    | Plural         | Plural         |
| ------------ | --------- | --------- | -------------- | -------------- | --------- | --------- | -------------- | -------------- |
|              | 1. Person | 2. Person | 3. Person (m.) | 3. Person (w.) | 1. Person | 2. Person | 3. Person (m.) | 3. Person (w.) |
| Nominativ    | aš        | tu        | jis            | ji             | mes       | jūs       | jie            | jos            |
| Genitiv      | manęs     | tavęs     | jo             | jos            | mūsų      | jūsų      | jų             | jų             |
| Dativ        | man       | tau       | jam            | jai            | mums      | jums      | jiems          | joms           |
| Akkusativ    | mane      | tave      | jį             | ją             | mus       | jus       | juos           | jas            |
| Instrumental | manimi    | tavimi    | juo            | ja             | mumis     | jumis     | jais           | jomis          |
| Lokativ      | manyje    | tavyje    | jame           | joje           | mumyse    | jumyse    | juose          | jose           |

Die Personalpronomen der 3. Personen folgen hierbei dem gewohnten Beugungsschema.
Die Höflichkeitsform „Sie“ wird mit dem Personalpronomen der 2. Person Plural ausgedrückt. In diesem Fall wird das Personalpronomen großgeschrieben: Jūs esate „Sie sind“. Eine ältere Höflichkeitsform, vergleichbar dem deutschen „Ihr“ für eine Einzelperson, lautet Támsta und wird wie ein Substantiv gebeugt. Der Plural lautet dementsprechend Támstos.
Die Dualformen lauten mùdu/mùdvi „wir beide“, jùdu/jùdvi „ihr beide“, juõdu/jiẽdvi „sie beide“. In der 1. und 2. Person bleibt die erste Silbe unverändert, das Zahlwort du/dvi wird wie gewohnt gebeugt.
Die 3. Person beugt beide Bestandteile:
| Kasus        | 3.P.m.      | 3.P.w.     |
| ------------ | ----------- | ---------- |
| Nominativ    | juodu       | jiedvi     |
| Genitiv      | jųdviejų    | jųdviejų   |
| Dativ        | jie(m)dviem | jo(m)dviem |
| Akkusativ    | juodu       | jiedvi     |
| Instrumental | jie(m)dviem | jo(m)dviem |

Eine Lokativform existiert nicht. Die Betonung liegt in allen Formen auf der ersten Silbe.

#### Reflexivpronomen
Das Reflexivpronomen sau wird wie tu gebeugt:
| Kasus        |        |
| ------------ | ------ |
| Genitiv      | savęs  |
| Dativ        | sau    |
| Akkusativ    | save   |
| Instrumental | savimi |
| Lokativ      | savyje |

#### Possessivpronomen
Die Possessivpronomina mano, tavo, savo, mūsų und jūsų werden nicht gebeugt. Gebraucht man diese Pronomina alleinstehend („das Meine“), so stehen dafür die Ersatzformen maniškis, taviškis etc. oder manasis, tavasis etc. zur Verfügung, die wie Adjektive dekliniert werden. Die Formen auf -asis sind dabei Langformen.
Für die 3. Personen existieren keine Possessivpronomina, es werden stattdessen die Genitivformen der Personalpronomina gebraucht.

#### Demonstrativpronomen
Die Beugung der Demonstrativpronomina erfolgt nach den allgemeinen Beugungsregeln. Lediglich kitas „der andere, der nächste“ wird wie ein Adjektiv dekliniert. Beispiele:
| Kasus        | Singular      | Singular     | Singular | Singular | Plural        | Plural       | Plural   | Plural   |
| ------------ | ------------- | ------------ | -------- | -------- | ------------- | ------------ | -------- | -------- |
|              | dieser (hier) | diese (hier) | der (da) | die (da) | dieser (hier) | diese (hier) | der (da) | die (da) |
| Nominativ    | šis           | ši           | tas      | ta       | šie           | šios         | tie      | tos      |
| Genitiv      | šio           | šios         | to       | tos      | šių           | šių          | tų       | tų       |
| Dativ        | šiam          | šiai         | tam      | tai      | šiems         | šioms        | tiems    | toms     |
| Akkusativ    | šį            | šią          | tą       | tą       | šiuos         | šias         | tuos     | tas      |
| Instrumental | šiuo          | šia          | tuo      | ta       | šiais         | šiomis       | tais     | tomis    |
| Lokativ      | šiame         | šioje        | tame     | toje     | šiuose        | šiose        | tuose    | tose     |

Weitere Demonstrativpronomina sind šitas „(eben)dieser“ (Verstärkung von šis) und anas „jener“.
Die Neutrumformen der Demonstrativpronomina tai 'dieses/das', šitai 'dies hier' lauten im Nominativ und Akkusativ gleich; alle anderen Fälle sind mit den männlichen Formen identisch.

#### Interrogativpronomen
Das Interrogativpronomen kas? „wer?/was?“ wird nach den allgemeinen Regeln für Pronomina gebeugt. Einen Sonderfall stellt der Genitiv dar: ko? wird verwendet, wenn der Genitiv aus syntaktischen Gründen gefordert ist (durch Präpositionen, Verben oder Verneinung bedingt). Soll nach einem Besitzer gefragt werden, verwendet man kienõ?
- Ko tau trūksta? „Was brauchst du? (Wessen bedarfst du?)“
- Dėl ko išėjai? „Weswegen (wegen wessen) bist du gegangen?“
- Kieno tas pieštukas? „Wessen Bleistift ist das? (Wem gehört dieser Bleistift?)“

Weitere wichtige Fragewörter sind kuris? „welcher?“, koks? „was für ein?“ und katras? „welcher von beiden?“ Diese werden regelmäßig gebeugt.
Nicht gebeugt werden kur? „wo?/wohin?“, kaip? „wie?“, kada? „wann?“, kiek? „wie viele?“ und ar? (leitet Entscheidungsfragen ein).

#### Indefinitpronomen
Unbestimmte Pronomina wie irgendein werden von den entsprechenden Fragewörtern abgeleitet und ebenso wie unbestimmte Adverbien gebildet (siehe den entsprechenden Abschnitt).

#### Relativpronomen
Das Relativpronomen lautet kuris und wird regelmäßig gebeugt. Im Singular kann es auch durch kas ersetzt werden, besonders in kurzen Sätzen oder wenn ein Demonstrativpronomen im Hauptsatz sich darauf bezieht (normalerweise tas): Kas ieško, tas ir randa. „Wer sucht, der findet auch.“
Das Relativpronomen stimmt (wie im Deutschen) in Geschlecht und Zahl mit dem Bezugswort überein; der Fall richtet sich nach der Rolle im Relativsatz: Tų žmonių, kurie ten gyveno, nepažinojau. „Die Menschen, die dort lebten, habe ich nicht gekannt.“

#### Reziprokpronomen
Um das Reziprokpronomen „einander“ im Litauischen auszudrücken, verwendet man vienas kitą. Vienas bleibt dabei unverändert, kitas wird wie gewöhnlich (wie ein Adjektiv) dekliniert:
- Matėme vienas kitą. „Wir sahen einander.“
- Paskambindavote vienas kitam. „Ihr rieft einander häufig an.“
- Džiaukimės vienas kitu! „Lass uns aneinander Freude finden.“

Wird das Reziprokpronomen mit einer Präposition gebraucht, muss diese zwischen den beiden Wörtern stehen:
- Dėk plokšteles vieną ant kitos. „Stell die Untertassen aufeinander.“
- Laimingai gyvena vienas su kitu. „Sie leben glücklich miteinander.“

Gewöhnlich werden nur die männlichen Formen verwendet. Bezieht sich das Pronomen (auch) auf weibliche Substantive, so wird in der Umgangssprache häufig die weibliche Form von kitas verwendet, selten wird sogar viena statt vienas gebraucht.

#### Determinativpronomen
Ungewöhnlich ist die Deklination von pàts / pati̇̀ „selbst“: In den meisten Fällen wird es wie Adjektive auf -is bzw. -i gebeugt, davon weichen jedoch der männliche Genitiv Singular patiẽs und Nominativ Plural pãtys ab.
| Kasus        | Singular       | Singular | Plural   | Plural   |
| Kasus        | m.             | w.       | m.       | w.       |
| ------------ | -------------- | -------- | -------- | -------- |
| Nominativ    | pàts           | pati̇̀     | pãtys    | pãčios   |
| Genitiv      | patiẽs         | pačiõs   | pačių̃    | pačių̃    |
| Dativ        | pačiám         | pãčiai   | pati̇́ems  | pačióms  |
| Akkusativ    | pãtį           | pãčią    | pačiùs   | pačiàs   |
| Instrumental | pačiù / patimi̇̀ | pačià    | pačiai̇̃s  | pačiomi̇̀s |
| Lokativ      | pačiamè        | pačiojè  | pačiuosè | pačiosè  |

Die Neutrumform lautet pàt.
Die Wortgruppe tas pats wird mit „derselbe“ übersetzt, hier werden beide Bestandteile dekliniert.

### Verb
Die Beugung des Verbes geht unter Verwendung dreier verschiedener Stämme vonstatten. Es handelt sich dabei um Stämme des Infinitivs, des Präsens und des Präteritums. In den meisten Wörterbüchern werden nach dem Infinitiv die 3. Person Präsens und die 3. Präteritum angegeben. In einigen Fällen unterscheiden sich diese Stämme nicht sonderlich, z. B. kalti (kala, kalė) „schlagen, schmieden“, in anderen bestehen deutliche, historisch entstandene Unterschiede, ohne dass man dies regulär erklären könnte, z. B. rinkti (renka, rinko) „sammeln“ oder suprasti (supranta, suprato) „verstehen“.
Zudem werden in Gegenwart und einmaliger Vergangenheit Beugungsklasse unterschieden, die sich nach dem Stammauslaut – dem sogenannten Themavokal – richten. Reste einer archaischen athematischen Konjugation werden kaum noch verwendet.
Erkennen kann man den Stamm an der Endung der 3. Person (identisch in Singular und Plural). Anhand dieser Endungen in der 3. Person werden in der Gegenwart drei und in der Vergangenheit zwei Beugungsklassen unterschieden. In der Gegenwart enden Verben der ersten Klasse auf -a oder -ia, der zweiten Klasse auf -i, der dritten Klasse auf -o. In der Vergangenheit lautet die Endung der ersten Beugungsklasse -o, die der zweiten Klasse -ė. Ist das Verb reflexiv, wird an die Endsilbe die Endung -si angehängt. Im Infinitiv enden Verben immer mit -ti, reflexive Verben immer mit -tis.
Wie alle gebeugten Wortarten unterliegen auch Verben den unten dargestellten regelmäßigen Lautwandeln.

#### Beugungsklassen Präsens
| Person    | Numerus              | Endung    | Endung          | Endung    | Endung           | Endung    | Endung          | Endung    | Endung          |
| --------- | -------------------- | --------- | --------------- | --------- | ---------------- | --------- | --------------- | --------- | --------------- |
| Person    | Numerus              | 1. Klasse | 1. Klasse       | 1. Klasse | 1. Klasse        | 2. Klasse | 2. Klasse       | 3. Klasse | 3. Klasse       |
| Person    | Numerus              | -a        | -asi (reflexiv) | -ia       | -iasi (reflexiv) | -i        | -isi (reflexiv) | -o        | -osi (reflexiv) |
| 1. Person | Singular             | - u       | -uosi           | -iu       | -iuosi           | -iu       | -iuosi          | -au       | -ausi           |
| 1. Person | Plural               | -ame      | -amės           | -iame     | -iamės           | -ime      | -imės           | -ome      | -omės           |
| 2. Person | Singular             | -i        | -iesi           | -i        | -iesi            | -i        | -iesi           | -ai       | -aisi           |
| 2. Person | Plural               | -ate      | -atės           | -iate     | -iatės           | -ite      | -itės           | -ote      | -otės           |
| 3. Person | Singular oder Plural | -a        | -asi            | -ia       | -iasi            | -i        | -isi            | -o        | -osi            |

Die Betonung richtet sich nach der Stammform (3. Person). Die 1. und 2. Person Singular unterliegen der Regel der vorletzten Silbe.
Vokabeln:
- 1. Klasse: dirbti „arbeiten“; džiaugtis „sich freuen“; klausti „fragen“; įlipti „einsteigen, hochklettern“; imti „nehmen“
- 2. Klasse: apžiūrėti „besichtigen“; linkėti „wünschen“; norėti „wollen“; mylėti „lieben“
- 3. Klasse: aplankyti „besuchen“; maudytis „baden“; statyti „bauen“

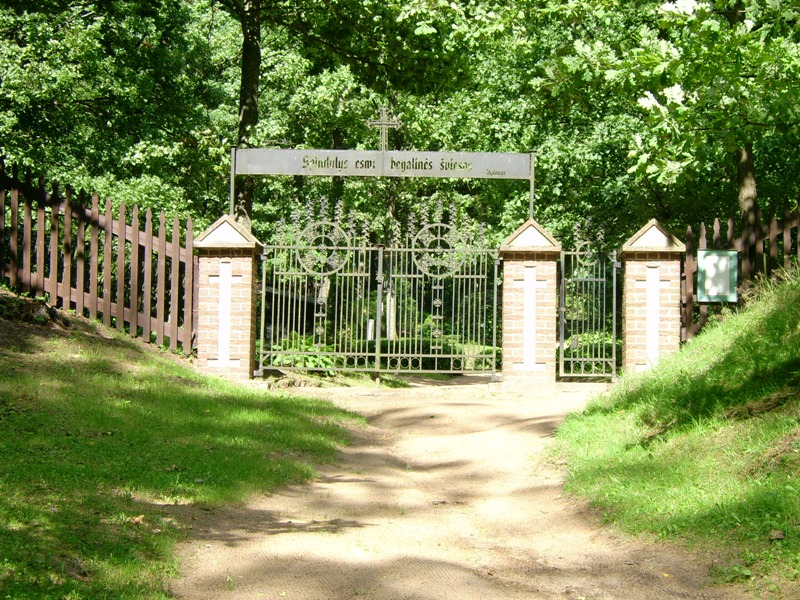
Eingangstor zum Friedhof von Bittehnen mit der Aufschrift Spindulys esmi begalinės šviesos („Ein Strahl bin ich des ewigen Lichts“). Der Autor Vydūnas verwendete hier noch die athematische Form esmi „ich bin“.

Die athematische (4.) Konjugation gebrauchte die Endungen -mi, -si für die 1. beziehungsweise 2. Person Singular, -me, -te im Plural. Die dritte Person in beiden Numeri erhielt die Endung -ti. Außergewöhnlich ist, dass hier alle Formen bis auf die 3. Person der Regel der vorletzten Silbe gehorchen.
Während im Altlitauischen (16. Jh.) noch zahlreiche häufige Verben (z. B. būti „sein“, duoti „geben“, giedoti „singen“, dėti „tun“) athematisch konjugiert wurden, haben nur wenige dieser Formen ins moderne Litauisch Eingang gefunden. Außer eime „wir gehen“, das zuweilen für den Adhortativ „lass uns gehen“ gebraucht wird, handelt es sich dabei immer um Formen der 3. Person. Im Einzelnen sind folgende Formen noch im Gebrauch:
- niežti „es juckt“ ist die einzig mögliche Präsensform von niežėti. Sekundär wurde ein Infinitiv niežtėti gebildet, so dass niežti als der 2. Konjugation angehörig verstanden werden kann.
- peršti „es brennt (wie Nesseln)“ war bis in die Mitte des 20. Jahrhunderts ebenfalls die einzig mögliche Präsensform von peršėti; heute gilt perši als standardsprachlich. Auch hier hat sich sekundär der Infinitiv perštėti gebildet, als dessen 3. Person peršti heute aufgefasst wird.
- Von kosėti „husten“ wird zuweilen, vor allem im Osten Litauens, noch die 3. Person jis kosti neben jis kosi gebildet. In den anderen Personen sind nur die Endungen der 2. Klasse möglich.
- Als 3. Person Präsens von būti „sein“ kann in einigen Kontexten (selten) esti gebraucht werden. In der Literatur vor allem des 19. Jahrhunderts findet sich auch noch die 1. Person Singular esmi.
- In der festen Wendung kas (čia) dedasi? „was geht hier vor / was ist hier los?“ kann auch die athematische Form des Verbs dėtis gebraucht werden: Kas (čia) destis?

#### Beugungsklassen der (einmaligen) Vergangenheit
| Person    | Numerus              | Endung    | Endung          | Endung    | Endung             |
| --------- | -------------------- | --------- | --------------- | --------- | ------------------ |
| Person    | Numerus              | 1. Klasse | 1. Klasse       | 2. Klasse | 2. Klasse          |
| Person    | Numerus              | -o        | -osi (reflexiv) | -ė        | -ėsi (reflexiv) \| |
| 1. Person | Singular             | -au       | -ausi           | -iau      | -iausi             |
| 1. Person | Plural               | -ome      | -omės           | -ėmė      | -ėmės              |
| 2. Person | Singular             | -ai       | -aisi           | -ei       | -eisi              |
| 2. Person | Plural               | -ote      | -otės           | -ėtė      | -ėtės              |
| 3. Person | Singular oder Plural | -o        | -osi            | -ė        | -ėsi               |

Die Betonung richtet sich nach der Stammform (3. Person). Die 1. und 2. Person Singular unterliegen der Regel der vorletzten Silbe.
Vokabeln:
- 1. Klasse: dirbti „arbeiten“; lipti „klettern“; žiūrėti „schauen“; linkėti „wünschen“; norėti „wollen“; mylėti „lieben“
- 2. Klasse: džiaugtis „sich freuen“; klausti „fragen“; imti „nehmen“; aplankyti „besuchen“; maudytis „baden“; statyti „bauen“

#### Mehrfache Vergangenheit
Die Mehrfache Vergangenheit wird aus dem Infinitivstamm (Infinitiv ohne die Endung -ti) durch Anfügen der folgenden Endungen gebildet:
| Person    | Numerus              | einfache Verben | reflexive Verben |
| --------- | -------------------- | --------------- | ---------------- |
| 1. Person | Singular             | -davau          | -davausi         |
| 1. Person | Plural               | -davome         | -davomės         |
| 2. Person | Singular             | -davai          | -davaisi         |
| 2. Person | Plural               | -davote         | -davotės         |
| 3. Person | Singular oder Plural | -davo           | -davosi          |

Die Betonung bleibt dabei immer wie im Infinitiv.

#### Zukunft
Zur Bildung der Zukunft wird die Infinitivendung -ti gemäß der folgenden Tabelle ersetzt:
| Person    | Numerus              | einfache Verben | reflexive Verben |
| --------- | -------------------- | --------------- | ---------------- |
| 1. Person | Singular             | -siu            | -siuosi          |
| 1. Person | Plural               | -sime           | -simės           |
| 2. Person | Singular             | -si             | -siesi           |
| 2. Person | Plural               | -site           | -sitės           |
| 3. Person | Singular oder Plural | -s              | -sis             |

Endet der Stamm bereits auf -s, so wird dieses s im Futur nur einmal geschrieben. Auch die Kombination -zs- wird durch einfaches s ersetzt. Statt -šs- oder -žs- schreibt und spricht man nur š:
- rasti, rasiu (1.P.Sg.), ras (3.P.) „finden“
- megzti, megsiu, megs „stricken“
- nešti, nešiu, neš „tragen“
- grįžti, grįšiu, grįš „zurückkehren“

Die Betonung richtet sich nach dem Infinitiv. Jedoch wird die letzte Silbe der 3. Person nie stoßtönig betont. Stattdessen erhält sie gewöhnlich den Schleifton:
- važiúoti, važiúosiu, važiuõs „fahren“
- matýti, matýsiu, matỹs „sehen“
- di̇̀rbti, di̇̀rbsiu, dir̃bs „arbeiten“

Von dieser Regel ausgenommen sind Verben mit einsilbigem Stamm, wenn der Stammvokal ein y oder ū ist. Dieses wird in der 3. Person Futur regulär zu kurzem i bzw. u:
- bū́ti, bū́siu, bùs „sein“
- lýti, li̇̀s „regnen“.

Die Betonung hat dadurch auch Einfluss auf die Rechtschreibung.
Von dieser Grundregel gibt es nur wenige Ausnahmen, sämtlich seltene Wörter, z. B. siū́ti, siū́siu, siū̃s „nähen“.
Diese Regeln gelten auch, falls das Verb reflexiv ist, z. B. wird kéltis, kélsiuosi, kel̃sis „aufstehen“ wie kélti, kélsiu, kel̃s „(etwas Schweres) hochheben“ konjugiert. Auch Verben, die eine Vorsilbe besitzen, werden genauso konjugiert wie ohne diese Vorsilbe: pabū́ti, pabū́siu, pabùs „sich aufhalten“ wie būti.

#### Imperativ
Der Imperativ wird aus dem Infinitivstamm mit der Endung -k gebildet:
| Person    | Numerus  | einfache Verben | reflexive Verben |
| --------- | -------- | --------------- | ---------------- |
| 1. Person | Plural   | -kime           | -kimės           |
| 2. Person | Singular | -k(i)           | -kis             |
| 2. Person | Plural   | -kite           | -kitės           |

Ein im Stamm bereits vorhandenes -k oder -g vor der Endung wird nicht mitgeschrieben:
- laukti – láuk, láukime, láukite „warten“
- bėgti – bė́k, bėkime, bėkite „rennen“.

Die Betonung des Infinitivs bleibt erhalten.
Für den Imperativ der 1. Person Plural nichtreflexiver Verben kann auch der Indikativ ohne das auslautende e verwendet werden: važiuojam „lasst uns fahren“.
Der Imperativ der 2. Person Singular kan auch mit der Endung -i verwendet werden (laukti – láuki, bėgti – bė́ki), aber solche Formen sind auf die Poesie beschränkt.
Auch für die 3. Personen existiert ein Imperativ, häufig auch als Optativ bezeichnet. Er wird heute meist mit dem Hilfswort tegù(l) oder laĩ gebildet: Tegu(l) [Lai] važiuoja į miestą! „Möge er in die Stadt fahren!“
Möglich ist auch die Bildung mit der Vorsilbe te-: Tekrinta jis į ežerą! „Soll er doch in den See fallen!“
Andere Satzglieder können zwischen te und das Verb treten: Te kiekvienas ką nors parašys. „Jeder soll etwas schreiben.“
Eine weitere, mittlerweile veraltende, Möglichkeit, den Optativ zu bilden, ist, den Präsensstamm des Verbs mit der (betonten) Endung -iẽ zu versehen. Diese Verbform wird immer mit der Vorsilbe te- gebraucht: Teesie šventas Tavo vardas. Teateinie Tavo karalystė. Teesie Tavo valia … „Geheiligt werde Dein Name. Dein Reich komme. Dein Wille geschehe …“

#### Konjunktiv
Der Konjunktiv wird ebenfalls aus dem Infinitivstamm gebildet. Er erhält die folgenden Endungen:
| Person    | Numerus              | einfache Verben | reflexive Verben |
| --------- | -------------------- | --------------- | ---------------- |
| 1. Person | Singular             | -čiau           | -čiausi          |
| 1. Person | Plural               | -tume, -tumėme  | -tumės, tumėmės  |
| 2. Person | Singular             | -tum(ei)        | -tumeisi         |
| 2. Person | Plural               | -tute, -tumėte  | -tutės, -tumėtės |
| 3. Person | Singular oder Plural | -tų             | -tųsi            |

Wo zwei Endungen vorhanden sind, werden die längeren Formen meist nur in der gehobenen (Schrift-)Sprache verwendet.
Die Betonung entspricht der des Infinitivs.
Um den Irrealis der Vergangenheit auszudrücken, wird im Litauischen das Hilfsverb būti „sein“ zusammen mit dem Partizip Präteritum Aktiv verwendet: Mielai būčiau su tavimi susitikusi. „Ich hätte mich gern mit dir getroffen.“

#### Modus relativus
Der Modus relativus (netiesioginė nuosaka, manchmal auch als „Obliquus“ bezeichnet) des Litauischen ist eine Kategorie, die verwendet wird, wenn der Sprecher für den Wahrheitsgehalt einer Aussage nicht garantieren kann oder will, weil die Information aus zweiter Hand stammt. So wie im Deutschen in der indirekten Rede aus Gründen der Distanzierung der Konjunktiv I gebraucht wird, zeigen im Litauischen die Partizipien an, dass die Aussage nicht aus eigenen Überlegungen entstanden ist und relativiert wird.
- Aš girdėjau, jis dabar gyvenąs mieste. – „Ich habe gehört, er soll jetzt in der Stadt wohnen.“
- Ji sako, vakar liję. – „Sie sagt, gestern habe es geregnet.“
- Sužinojau, kad per mūsų sodą būsiąs tiesiamas kelias. – „Ich habe erfahren, dass durch unseren Garten eine Straße verlegt werden soll.“

In diesem Sinne werden auch häufig Lebensläufe im Partizipialstil formuliert:
Rašytojas gimęs 1924 m. Gyvenęs netoli sienos, dažnai aplankydavęs draugų Rusijoje. Turįs dvi dukteris. Kovo mėn. gastroliuosiąs Maskvoje.
Der Schriftsteller wurde 1924 geboren. [Da] er unweit der Grenze lebte, besuchte er häufig Freunde in Russland. Er hat zwei Töchter. Im März wird er in Moskau gastieren.
Der Modus relativus kann von allen einfachen und zusammengesetzten Zeiten gebildet werden, seine Form entspricht immer dem Nominativ des entsprechenden aktiven Partizips. Somit flektiert er nicht nach Person, sondern nach Geschlecht.
| Tempus                    | Genus    | Form      | Form        | Form     | Form       |
| ------------------------- | -------- | --------- | ----------- | -------- | ---------- |
| Tempus                    | Genus    | mesti     | mesti       | būti     | būti       |
| Tempus                    | Genus    | Sg.       | Pl.         | Sg.      | Pl.        |
| Gegenwart                 | männlich | metąs     | metą        | esąs     | esą        |
| Gegenwart                 | weiblich | metanti   | metančios   | esanti   | esančios   |
| (einfache) Vergangenheit  | männlich | metęs     | metę        | buvęs    | buvę       |
| (einfache) Vergangenheit  | weiblich | metusi    | metusios    | buvusi   | buvusios   |
| wiederholte Vergangenheit | männlich | mesdavęs  | mesdavę     | būdavęs  | būdavę     |
| wiederholte Vergangenheit | weiblich | mesdavusi | mesdavusios | būdavusi | būdavusios |
| Zukunft                   | männlich | mesiąs    | mesią       | būsiąs   | būsią      |
| Zukunft                   | weiblich | mesianti  | mesiančios  | būsianti | būsiančios |

Außerdem wird der Modus relativus in Volksmärchen, Legenden und ähnlichen Textgattungen als Erzähltempus verwendet, in diesem Fall wird er auch als Narrativ bezeichnet. (In Klammern stehen jeweils die entsprechenden Indikativ-Formen.)
Vieno pono mirusi (mirė) pati ir palikusi (paliko) dvylika sūnų ir dar vieną dukterėlę. Po kiek laiko tėvas pamilęs (pamilo) kitą merginą, raganą. Ta sakanti (sako): „Duktė tesie, bet savo sūnus sudegink...“
„Die Gattin eines Mannes starb und ließ zwölf Söhne und noch ein Töchterchen zurück. Nach einiger Zeit verliebte sich der Vater in eine andere junge Frau, eine Hexe. Diese sagte: ‚Die Tochter darf bleiben, aber deine Söhne verbrenne...‘“
Mano tėvas nuėjęs (nuėjo) žuvauti į Gulbinio ežerą. Nieko nesugavęs (nesugavo), tai nusiyręs (nusiyrė) su laiveliu toliau nuo kranto. Tada pamatęs (pamatė), kad jo laivelio gale betupįs (tupi) juodas katinas. Tai mano tėvas semtuku pasėmęs (pasėmė) vandens ir pylęs (pylė) katinui į akis. Pasiyręs (pasiyrė) toliau – ir vėl tas pats katinas betupįs (tupi). Ir vėl pylęs (pylė) vandeniu – ir vėl pradingęs (pradingo). Taip triskart daręs (darė). Pagaliau tėvas turėjęs (turėjo) išbėgti iš ežero, jautęs (jautė), kad kažkas negera esą (yra).
„Mein Vater ging zum Fischen an den See von Gulbinis. Er fing nichts, also ruderte er mit seinem Boot weiter vom Ufer weg. Dann sah er, dass am Ende seines Bootes ein schwarzer Kater hockte. Also schöpfte mein Vater mit einem  Schöpflöffel Wasser und goss es dem Kater in die Augen. Er ruderte weiter - und wieder hockte da derselbe Kater. Wieder begoss er ihn mit Wasser - und wieder verschwand er. So machte er es dreimal. Schließlich musste mein Vater vom See flüchten, er spürte, dass etwas nicht in Ordnung ist.“
In der gesprochenen Sprache kommt der Modus relativus selten vor, stattdessen wird der Indikativ verwendet.

#### Passiv
Die litauische Sprache kennt kein synthetisches Passiv. Sowohl Vorgangspassiv als auch Zustandspassiv können durch zusammengesetzte Zeiten ausgedrückt werden.
Das Vorgangspassiv ist jedoch selten, meist wird es durch einen – gegebenenfalls unpersönlichen – aktiven Satz ersetzt:
- Šis laikraštis dažniausiai verslininkų skaitomas. „Diese Zeitung wird hauptsächlich von Unternehmern gelesen.“ → Šį laikraštį dažniausiai skaito verslininkai. „Diese Zeitung lesen hauptsächlich Unternehmer.“
- Ji mylima. „Sie wird geliebt.“ → Ją myli. „Man liebt sie.“

#### Partizipien
Das Litauische kennt sieben Partizipien (lit. dalyviai), vier aktive und drei passive, ein Halbpartizip (Adverbialpartizip, pusdalyvis), vier Gerundien (padalyviai, die des Imperfekts und des Futurs sind sehr selten) und ein Gerundivum (reikiamybės dalyvis, „Notwendigkeitspartizip“), hier am Beispiel des Verbs duoti „geben“ (1. Klasse), turėti „haben“ (2. Klasse) und skaityti „lesen“ (3. Klasse). Das Halbpartizip und das Gerundivum sind keinem Tempus zugeordnet, die entsprechenden Formen sind duodamas, turėdamas, skaitydamas für das Halbpartizip bzw. duotinas, turėtinas, skaitytinas für das Gerundivum.
|            |           | Partizip Aktiv             | Partizip Aktiv |               | Partizip Passiv | Partizip Passiv |
| Tempus     | 3. Person | mask.                      | fem.           | Gerundium     | mask.           | fem.            |
| ---------- | --------- | -------------------------- | -------------- | ------------- | --------------- | --------------- |
| Präsens    | duod-a    | duodąs / duodantis         | duodanti       | duodant       | duodamas        | duodama         |
| Präsens    | tur-i     | turįs / turintis           | turinti        | turint        | turimas         | turima          |
| Präsens    | skait-o   | skaitąs / skaitantis       | skaitanti      | skaitant      | skaitomas       | skaitoma        |
| Präteritum | dav-ė     | davęs                      | davusi         | davus         | duotas          | duota           |
| Präteritum | turėj-o   | turėjęs                    | turėjusi       | turėjus       | turėtas         | turėta          |
| Präteritum | skait-ė   | skaitęs                    | skaičiusi      | skaičius      | skaitytas       | skaityta        |
| Imperfekt  | duodav-o  | duodavęs                   | duodavusi      | (duodavus)    | -               | -               |
| Imperfekt  | turėdav-o | turėdavęs                  | turėdavusi     | (turėdavus)   | -               | -               |
| Imperfekt  | skaidav-o | skaitydavęs                | skaitydavusi   | (skaitydavus) | -               | -               |
| Futur      | duos      | duosiąs (duosiantis)       | duosianti      | (duosiant)    | duosimas        | duosima         |
| Futur      | turės     | turėsiąs (turėsiantis)     | turėsianti     | (turėsiant)   | turėsimas       | turėsima        |
| Futur      | skaitys   | skaitysiąs (skaitysiantis) | skaitysianti   | (skaitysiant) | skaitysimas     | skaitysima      |

##### Bildeweise
- Das Partizip Präsens Aktiv wird gebildet, indem die Endung der 3. Person des Präsens durch -ąs, -anti (1. und 3. Gruppe) bzw. -įs, -inti (2. Gruppe) ersetzt wird.
- Das Partizip Präteritum Aktiv wird gebildet, indem die Endung der 3. Person des Präteritum (-o oder -ė) durch -ęs, -(i)usi ersetzt wird. Der i-Einschub erfolgt bei denjenigen Verben, die im Infinitiv auf -yti und in der 3. Person Präteritum auf -ė enden.
- Das Partizip Imperfekt Aktiv wird vom Imperfekt aus gebildet. Hierbei wird ebenfalls die Endung -o der 3. Person durch -ęs, -usi ersetzt.
- Das Partizip Futur Aktiv wird durch Anhängen von -iąs, -ianti an die 3. Person Futur gebildet.
- Beim Partizip Präsens Passiv tritt die Endung -mas, -ma an die 3. Person Präsens.
- Das Partizip Präteritum Passiv wird vom Infinitiv aus gebildet, indem man die Endung -ti durch -tas, -ta ersetzt.
- Das Partizip Futur Passiv wird durch Anhängen von -imas, -ima an die 3. Person Futur gebildet.

- Das Gerundivum wird gebildet, indem die Endung -nas, -na an den Infinitiv (mit -ti) angehängt wird.
- Beim Halbpartizip ersetzt die Endung -damas, -dama das -ti des Infinitivs.
- Die Gerundien können aus den entsprechenden aktiven Partizipien hergeleitet werden, indem man das -i des Nom. Sg. f. weglässt.

##### Deklination der Partizipien
Die passiven Partizipien (dirbamas, dirbtas, dirbsimas) sowie das Gerundivum (dirbtinas) flektieren wie Adjektive der 1. Gruppe. Die weiblichen aktiven Partizipien werden wie Adjektive der 2. Gruppe gebeugt, während die männlichen Formen dem Paradigma der Adjektive auf -is in der 1. Gruppe folgen – davon abweichend wird nur der Nominativ/Vokativ Singular und Plural gebildet: Bei den kurzen Formen entfällt im Plural das -s (dirbąs – dirbą, dirbęs – dirbę, turįs – turį), die langen Formen der Präsenspartizipien enden auf -ys (dirbantis – dirbantys).
Beispieldeklination für dirbąs und dirbęs:
|                    | Präsens            | Präsens           | Präsens     | Präsens      | Präteritum | Präteritum  | Präteritum | Präteritum  |
|                    | mask.              | mask.             | fem.        | fem.         | mask.      | mask.       | fem.       | fem.        |
|                    | Singular           | Plural            | Singular    | Plural       | Singular   | Plural      | Singular   | Plural      |
| ------------------ | ------------------ | ----------------- | ----------- | ------------ | ---------- | ----------- | ---------- | ----------- |
| Nominativ/ Vokativ | dirbąs (dirbantis) | dirbą (dirbantys) | dirbanti    | dirbančios   | dirbęs     | dirbę       | dirbusi    | dirbusios   |
| Genitiv            | dirbančio          | dirbančių         | dirbančios  | dirbančių    | dirbusio   | dirbusių    | dirbusios  | dirbusių    |
| Dativ              | dirbančiam         | dirbantiems       | dirbančiai  | dirbančioms  | dirbusiam  | dirbusiems  | dirbusiai  | dirbusioms  |
| Akkusativ          | dirbantį           | dirbančius        | dirbančią   | dirbančias   | dirbusį    | dirbusius   | dirbusią   | dirbusias   |
| Instrumental       | dirbančiu          | dirbančiais       | dirbančia   | dirbančiomis | dirbusiu   | dirbusiais  | dirbusia   | dirbusiomis |
| Lokativ            | dirbančiame        | dirbančiuose      | dirbančioje | dirbančiose  | dirbusiame | dirbusiuose | dirbusioje | dirbusiose  |

|                    | bestimmte Form | bestimmte Form   | bestimmte Form | bestimmte Form  | bestimmte Form | bestimmte Form  | bestimmte Form | bestimmte Form |
|                    | Präsens        | Präsens          | Präsens        | Präsens         | Präteritum     | Präteritum      | Präteritum     | Präteritum     |
|                    | mask.          | mask.            | fem.           | fem.            | mask.          | mask.           | fem.           | fem.           |
|                    | Singular       | Plural           | Singular       | Plural          | Singular       | Plural          | Singular       | Plural         |
| ------------------ | -------------- | ---------------- | -------------- | --------------- | -------------- | --------------- | -------------- | -------------- |
| Nominativ/ Vokativ | dirbantysis    | dirbantieji      | dirbančioji    | dirbančiosios   | dirbusysis     | dirbusieji      | dirbusioji     | dirbusiosios   |
| Genitiv            | dirbančiojo    | dirbančiųjų      | dirbančiosios  | dirbančiųjų     | dirbusiojo     | dirbusiųjų      | dirbusiosios   | dirbusiųjų     |
| Dativ              | dirbančiajam   | dirbantiesiems   | dirbančiajai   | dirbančiosioms  | dirbusiajam    | dirbusiesiems   | dirbusiajai    | dirbusiosioms  |
| Akkusativ          | dirbantįjį     | dirbančiuosius   | dirbančiąją    | dirbančiąsias   | dirbusįjį      | dirbusiuosius   | dirbusiąją     | dirbusiąsias   |
| Instrumental       | dirbančiuoju   | dirbančiaisiais  | dirbančiąja    | dirbančiosiomis | dirbusiuoju    | dirbusiaisiais  | dirbusiąja     | dirbusiosiomis |
| Lokativ            | dirbančiajame  | dirbančiuosiuose | dirbančiojoje  | dirbančiosiose  | dirbusiajame   | dirbusiuosiuose | dirbusiojoje   | dirbusiosiose  |

Das Halbpartizip kommt nur im Nominativ vor: m. Sg. dirbdamas, Pl. dirbdami; f. Sg. dirbdama, Pl. dirbdamos. Die Gerundien sind indeklinabel.
Von allen Partizipien lässt sich wie bei Adjektiven eine Neutrumform bilden, indem das auslautende -s der männlichen Form ausfällt. Bei den aktiven Partizipien ist diese dann mit dem männlichen Nominativ Plural identisch.
Das Gerundivum bildet außer der Neutrumform auch ein Adverb auf -tinai.
Die reflexiven Formen der Partizipien sind selten und kommen nur im Nominativ oder bei präfigierten Verben vor. Soll das Partizip eines nichtpräfigierten reflexiven Verbs in einem anderen Fall gebraucht werden, muss das Verb mit be- präfigiert werden, so dass die Reflexivpartikel -si vor den Stamm tritt (vgl. den Abschnitt über präfigierte Verben).
|                 | Nom. Sg. m. | Nom. Pl. m. | Nom. Sg. f. | Nom. Pl. f. |
| --------------- | ----------- | ----------- | ----------- | ----------- |
| Ptz. Präs. Akt. | dirbąsis    | dirbąsi     | dirbantis   | dirbančiosi |
| Ptz. Prät. Akt. | dirbęsis    | dirbęsi     | dirbusis    | dirbusiosi  |

Um etwa den Genitiv des männlichen aktiven Präsenspartizips auszudrücken, benutzt man besidirbančio.

##### Betonung der Partizipien
Für Partizipien gelten im Wesentlichen dieselben Betonungsregeln wie für Adjektive. Es genügt daher meist, die Intonationsklasse zu kennen.
Alle aktiven Partizipien gehören der 1. Intonationsklasse an, verändern ihre Betonung also nicht.
Die Partizipien der Zukunft und der mehrmaligen Vergangenheit werden dabei wie der Infinitiv betont, das Partizip der Gegenwart wie die entsprechende Stammform (3. Person), von der es abgeleitet wird.
Auch das Partizip der einmaligen Vergangenheit wird wie die Stammform (3. Person Vergangenheit) betont, allerdings liegt der Akzent hier nie auf der Vorsilbe.
Es heißt also atnẽšęs, atnẽšusi „der/die gebracht hat“, obwohl die Stammform àtnešė lautet.
Eine Ausnahme von dieser Regel bilden lediglich die Nominativ- und Vokativformen der männlichen aktiven Präsenspartizipien:
Die Endungen -ą̃s/-į̇̃s, -ą̃/-į̇̃ sowie die Endungen der bestimmten Formen -antỹsis/-intỹsis, -anti̇́eji/-inti̇́eji werden betont, wenn das Verb in der Gegenwart den Akzent auf die Vorsilbe zurückzieht (auch dann, wenn es keine Vorsilbe besitzt).
Die Regeln für die Akzentrückziehung werden im Abschnitt „Präfigierte Verben“ ausführlich dargelegt; an dieser Stelle sollen nur die relevanten Regeln kurz zusammengefasst werden:
Nur Verben, deren Präsensstamm einsilbig ist, können den Akzent zurückziehen. Betroffen sind:
- Verben der 1. oder 2. Beugungsklasse, deren Stamm einen einfachen kurzen Vokal (a, e, i oder u) enthält (nešą̃s „tragend“);
- Verben der 1. Beugungsklasse (a-Klasse), deren Stamm den schleiftönigen Diphthong al̃, am̃ oder ar̃ enthält und deren Infinitiv auf -ėti endet (kalbą̃s „sprechend“);
- Verben der 1. Beugungsklasse, deren Stamm im Infinitiv schleiftöniges il̃, im̃, iñ/į̇̃ oder ir̃ enthält, welches im Präsens zu el̃, em̃, eñ bzw. er̃ modifiziert wird (perką̃s „kaufend“).

Die Endung kann jedoch nicht betont werden, wenn zusätzlich ein Reflexivsuffix angefügt ist: nẽšąsis „gut gedeihend“.
Auch die langen Formen der Endungen bleiben unbetont: nẽšantis, nẽšantys.
Auch die passiven Partizipien, das Gerundivum und das Halbpartizip gehören der 1. Intonationsklasse an, wenn der Stamm, von dem sie abgeleitet werden, nicht einsilbig ist (ausschlaggebend ist der Präsensstamm für das Gegenwartspartizip, der Infinitivstamm für die anderen Formen, abzüglich aller Vorsilben). Die Betonung bleibt dann in jedem Falle dieselbe wie im entsprechenden Verbstamm, z. B. gyvén-ti (gyvẽn-a) „leben“ (beide Stämme sind zweisilbig) → gyvẽnamas, gyvéntas, gyvénsimas, gyvéntinas, gyvéndamas.
Ist der Stamm einsilbig, so gehören die Partizipien im Allgemeinen der 3. oder 4. Intonationsklasse an. Die Intonationsklasse richtet sich nach der Betonung in der entsprechenden Stammform. So müssen von nèšti (nẽša) „tragen“ das Gegenwartspartizip nẽšamas, das Zukunftspartizip nèšimas, das Gerundivum nèštinas und das Halbpartizip nèšdamas der Klasse 3b zugeordnet werden, da die drittletzte Silbe schleiftönig bzw. kurz betont wird; das Vergangenheitspartizip nèštas hingegen gehört zu Klasse 4, da die vorletzte Silbe den kurzen Ton trägt. (Vergleiche hierzu die Übersicht über die Intonationsklassen.)
Von dieser Grundregel gibt es zwei Ausnahmen:
- Das Gegenwartspartizip gehört zur 1. Intonationsklasse, wenn das Verb im Präsens der 3. Beugungsklasse (o-Klasse) angehört.
- Das Vergangenheitspartizip betont die Vorsilbe, wenn der Infinitivstamm den kurzen Ton oder den Schleifton trägt: atnèšti → àtneštas „gebracht“, praei̇̃ti → pràeitas „vergangen“, neliẽsti → nèliestas „unberührt“. Es gehört dann zur Intonationsklasse 3b.

Die Gerundien werden ebenso betont wie die Verbformen, aus denen sie gebildet sind.
Die Vorsilbe pér- wird in allen Verbformen betont, so auch bei den Partizipien.

##### Verwendung
Die Partizipien und das Gerundivum können zunächst einmal attributiv gebraucht werden. Sie können auch mit Objekten ergänzt und gebeugt werden. Bei der Übersetzung muss teilweise auf Relativsätze zurückgegriffen werden:
- skaitantis vyras „der lesende Mann“
- (knygą) skaičiusiai mergaitei „für das (ein Buch) ‚gelesen habende‘ Mädchen (für das Mädchen, das ein Buch gelesen hat)“
- skaitysiančiais berniukais „mit den ‚lesen werdenden‘ Jungen (mit den Jungen, die lesen werden)“
- skaitydavusi moteris „die ‚zu lesen gepflegt habende‘ Frau (die Frau, die immer las)“ (diese Verwendung ist doch sehr rar)
- skaitoma knyga „das [im Augenblick] gelesene Buch (das Buch, das gelesen wird)“
- (vyro) skaitytas žurnalas „die (vom Mann) [bereits] gelesene Zeitschrift (die Zeitschrift, die der Mann gelesen hat)“
- skaitysimas laikraštis „die Zeitung, die gelesen werden wird“
- skaitytinas straipsnis „der zu lesende Artikel“

In dieser Funktion werden bei den männlichen aktiven Präsens- und Futurpartizipien im Nominativ/Vokativ nur die langen Endungen gebraucht.
Die Partizipien der Gegenwart und der Vergangenheit werden zur Bildung zusammengesetzter Zeitformen benötigt.
Mit dem Nominativ der Partizipien wird auch indirekte Rede wiedergegeben, vgl. den Abschnitt über Modus relativus.
Da dem Litauischen ein Passiv fehlt, werden für passive Sätze ohne Agens zumeist die entsprechenden Partizipien, oft in der Neutrumform, eingesetzt:
- Čia šokama. „Hier wird getanzt.“
- Durys uždarytos. „Die Tür ist geschlossen.“ (Zustandspassiv)

Das Halbpartizip und die Gerundien können anstelle eines temporalen Nebensatzes stehen (aplinkybiniai padalyviai, „adverbiale Gerundien“). Welche Form man verwendet, hängt vom Zeitverhältnis und dem Subjekt ab:
|                            | Subjekt identisch                                                                                   | Subjekt verschieden |
| -------------------------- | --------------------------------------------------------------------------------------------------- | --- |
| Nebenhandlung gleichzeitig | Halbpartizip (Eidamas namo, sutikau draugą – "Während ich nach Hause ging, traf ich einen Freund.") | Gerundium Präsens (Saulei šveičiant, ėjau į parką – "Als die Sonne schien, ging ich in den Park.")                     |
| Nebenhandlung vorzeitig    | Ptz. Prät. Akt. (Parėjęs namo, valgiau. – "Nachdem ich heimgekehrt war, aß ich.")                   | Gerundium Präteritum (Motinai parėjus, pradėjome valgyti. – "Nachdem die Mutter gekommen war, begannen wir zu essen.") |

Das logische Subjekt des Gerundium-Begleitsatzes steht hierbei immer im Dativ. Es muss jedoch nicht verwendet werden, wenn es im Hauptsatz als Akkusativobjekt oder als Genitivattribut auftritt. Auch unpersönliche Begleitsätze haben kein Subjekt.
Adverbial können nur die Gerundien der Gegenwart und der Vergangenheit eingesetzt werden.
Alle vier Gerundien können jedoch auch attributiv gebraucht werden (aiškinamieji padalyviai, „attributive Gerundien“). Sie werden meist mit Verben der Sinneswahrnehmung gebraucht und lassen sich häufig mit dem Infinitiv übersetzen. Mitunter muss auf einen Nebensatz oder sogar mehrere Sätze ausgewichen werden:
- Draugai nematė verkiant merginos. „Die Freunde sahen das Mädchen nicht weinen.“
- Jis parėjo namo ir rado žmoną mirus. „Er kehrte heim und fand seine Frau verstorben.“
- Kaip jauti motiną pasielgsiant? „Was sagt dein Gefühl: wie wird Mutter reagieren?“ (wörtlich: „Wie fühlst du die Mutter sich benehmen?“, wobei „sich benehmen“ im Futur steht)
- Sako kartais užeidavus jį į smuklę. „Man sagt, er sei zuweilen in der Schenke eingekehrt.“

#### Zusammengesetzte Zeiten
Im Litauischen lassen sich mit dem Hilfsverb būti „sein“ und den Partizipien der Gegenwart und der (einmaligen) Vergangenheit zusammengesetzte Zeitformen (sudurtiniai oder sudėtiniai laikai) bilden. Das Hilfsverb kann dabei in allen vier Zeiten des Indikativs, im Konjunktiv oder im Imperativ stehen; sogar der Irrealis der Vergangenheit kommt vor (būtų seniai atvykęs „er wäre schon längst angekommen gewesen“).
Da sich die Partizipien nach Geschlecht und Zahl des Subjekts richten, müssen hierbei nicht nur männliche und weibliche Sprecher unterschieden werden (esu dirbęs „ich habe schon gearbeitet“ bei männlichem Sprecher; Frauen sagen „esu dirbusi“), sondern die 3. Person Singular unterscheidet sich von der 3. Person Plural (im Gegensatz zu allen anderen Verbformen).
Mit dem aktiven Gegenwartspartizip beschreibt man Handlungen, die abgebrochen werden, während sie noch im Entstehen begriffen sind. In der litauischen Grammatik werden diese zusammengesetzten Formen deshalb pradėtiniai laikai (etwa „Beginnzeiten“) genannt:
- Buvau beeinąs iš gyvenamojo kambario, kai suskambo telefonas. „Ich war gerade im Begriff, das Wohnzimmer zu verlassen, als das Telefon klingelte.“
- Būčiau jau namo bevažiuojąs, jeigu tu neuždavinėtum savo kvailų klausimų! „Ich wäre schon auf dem Weg nach Hause, wenn du nicht deine dummen Fragen stelltest!“

Außerdem lassen sich mit dieser Form andauernde Handlungen beschreiben (Verlaufsform):
- Kai grįši, būsiu bemieganti. „Wenn du zurückkommst, werde ich schon schlafen.“
- Kai eisiu tavęs žiūrėti, geriau būk bedirbąs! „Wenn ich komme, um nach dir zu sehen, dann sei besser bei der Arbeit!“
- Jau seniai beturinti trečią vaikelį. „Sie hat schon lange ihr drittes Kind.“

Wichtig bei der Bildung dieser Zeitform ist, dass das Partizip stets mit der Vorsilbe be- gebraucht wird. In der Gegenwart wird das Hilfsverb nicht verwendet, da die Vorsilbe be- genügt, um anzuzeigen, dass es sich um die Verlaufsform handelt.
Mit dem aktiven Vergangenheitspartizip kann man Vorzeitigkeit ausdrücken. Man erhält dadurch die klassischen Zeitformen Perfekt, Plusquamperfekt, habituelles Plusquamperfekt und Futurum exactum:
- Buvau pavalgęs, kai mane pakvietei. „Ich hatte schon gegessen, als du mich einludst.“
- Kai grįždavau namo, ji mane jau būdavo iš tolo mačiusi. „Wenn ich nach Hause zurückkehrte, hatte sie mich immer schon von weitem erblickt.“
- Argi būtum parašęs tą laišką, jeigu mes būtume atvykusios valanda anksčiau? „Hättest du denn den Brief schon geschrieben gehabt, wenn wir eine Stunde früher gekommen wären?“
- Esu matęs. „Ich habe das schon einmal gesehen.“

Mit diesen zusammengesetzten Zeiten verbindet man immer einen bestimmten Zustand des Subjekts. Buvau valgęs kann also nur heißen, dass ich noch satt bin, während esu matęs normalerweise dahingehend verstanden wird, dass ich die Erfahrung, das Objekt gesehen zu haben, schon gemacht habe – diese kann beliebig lang zurückliegen, aber bezieht sich nie auf soeben betrachtete Objekte (das litauische Perfekt unterscheidet sich darin vom Perfekt in anderen europäischen Sprachen). Um die korrekte Bedeutung zu erschließen, hilft es, bei der Übersetzung stets das Wort „schon“ einzubauen.
Wie im Deutschen kann das Partizip in diesen Formen den Charakter des Verbs mehr oder weniger vollständig verloren haben und nur noch als Adjektiv fungieren:
- Žmona yra mirusi. „Seine Frau ist verstorben.“
- Lapai buvo pageltę. „Die Blätter waren vergilbt.“
- Obuolys bus supuvęs. „Der Apfel wird verfault sein.“

Die passiven Partizipien dienen zur Bildung passiver Sätze. Das Zustandspassiv bildet man mit dem passiven Vergangenheitspartizip:
- Laiškas jau yra išsiųstas. „Der Brief ist bereits abgeschickt.“
- Durys buvo uždarytos. „Die Tür war verschlossen.“

Das Vorgangspassiv kann mit beiden passiven Partizipien gebildet werden:
- Mylėk ir būk mylimas. „Liebe und werde geliebt.“
- Ar toks patiekalas būtų valgomas? „Würde solch ein Gericht gegessen?“
- Šita knyga ką tik yra išleista. „Dieses Buch wurde/ist gerade erst herausgegeben.“
- Kai sutartis buvo pasirašyta, visi palengvėjusiai atsiduso. „Nachdem der Vertrag unterzeichnet wurde/war, atmeten alle erleichtert auf.“
- Lietuvoje pirmasis geležinkelio ruožas buvo nutiestas 1861 m. „Die erste Eisenbahnstrecke in Litauen wurde/war 1861 errichtet.“

Wie an den Beispielen erkennbar ist, bezeichnet das Gegenwartspartizip Gleichzeitigkeit (bzw. den Verlauf einer Handlung), das Vergangenheitspartizip hingegen Vorzeitigkeit (bzw. den Abschluss einer Handlung). Im letzten Beispiel wird also das Vergangenheitspartizip verwendet, weil eine Aussage darüber gemacht wird, wann der Bau der Eisenbahnstrecke abgeschlossen war.
In den Sätzen mit dem Vergangenheitspartizip lässt sich das Vorgangspassiv leicht durch das Zustandspassiv ersetzen.
Im Allgemeinen wird jedoch im Litauischen die Verwendung aktiver Sätze bevorzugt:
- Manęs neklausė. „Ich wurde nicht gefragt.“ (Wörtlich: „Mich hat man nicht gefragt.“)

#### Supinum
Eine besondere Verbform für das Supinum hat sich nur in ostaukschtaitischen Mundarten gehalten. Von dort findet es auch Eingang in die geschriebene Standardsprache. Seine Form ist identisch mit der 3. Person des Konjunktivs:
- Einu uogautų. „Ich gehe Beeren sammeln.“
- Kada susirinksime pietautų? „Wann wollen wir uns zum Mittagessen treffen?“
- Motina siuntė mane vilko gaudytų. „Die Mutter sandte mich aus, den Wolf zu fangen.“

Wie im letzten Beispiel erkennbar ist, steht das direkte Objekt des Supinums im Genitiv.
Heute wird statt des Supinums für gewöhnlich der Infinitiv verwendet. Das direkte Objekt steht dabei dennoch im Genitiv: Einam žaisti krepšinio! „Gehen wir Basketball spielen!“

#### Infinitiv II (Būdinys)
Die litauische Sprache stellt ein effizientes Mittel bereit, um Satzaussagen zu verstärken: den būdinys, in einigen Grammatiken mit Infinitiv II übersetzt.
Diese Verbform wird gebildet, indem das auslautende -i des gewöhnlichen Infinitivs durch -e ersetzt wird.
Der Infinitiv II trägt nie Vorsilben oder eine Reflexivendung. Er geht der finiten Verbform direkt voraus und wird vom selben Verb gebildet:
- Jis bėgte bėgo. „Er rannte, so schnell ihn die Füße trugen.“
- Jos veidas strazdanų sėte nusėtas. „Ihr Gesicht ist von oben bis unten mit Sommersprossen übersät.“
- Saulė deginte degindavo. „Fortwährend brannte die Sonne unbarmherzig hernieder.“
- Dėl visko skųste skundžiasi. „Über alles beklagt sich dieser Jammerlappen.“

Da das Deutsche keine entsprechende Verbform kennt, kann die Verstärkung in der Übersetzung nur durch erklärende Zusätze ausgedrückt werden.

#### Unregelmäßige Verben
Das Verb būti „sein“ im Präsens ist das einzige unregelmäßige Verb, da die Formen von der Stammform *esa abgeleitet sind, die 3. Person jedoch yra lautet.
- aš esu – „ich bin“
- tu esi – „du bist“
- jis/ji yra – „er/sie ist“
- mes esame – „wir sind“
- jūs esate – „ihr seid“
- jie/jos yra – „sie sind“

Dies betrifft auch die Formen der Partizipien und des Gerundiums im Präsens:
- esąs/esantis
- esamas
- esant

#### Präfigierte Verben
Die Litauische Sprache kennt zahlreiche Vorsilben, die die Bedeutung eines Verbs präzisieren oder verändern können:
| Vorsilbe | Bedeutungen (Auswahl)                 |
| -------- | ------------------------------------- |
| ap(i)-   | herum-, oberflächlich                 |
| at(i)-   | her-, abschließend, erneut            |
| be-      | währenddessen                         |
| į-       | hinein-, herein-                      |
| iš-      | hinaus-, heraus-, fertig              |
| ne-      | nicht                                 |
| nebe-    | nicht mehr                            |
| nu-      | herab-, völlig, erreichen             |
| pa-      | für kurze Zeit, vollendet, wieder     |
| par-     | zurück-                               |
| per-     | hinüber-, herüber-, durch-            |
| pra-     | vorbei-, weg-                         |
| pri-     | heran-, hinan-, herbei-, an-          |
| su-      | zusammen-                             |
| te-      | sollen, nur                           |
| tebe-    | immer noch                            |
| už-      | hinter-, hinauf-, zu Besuch, beginnen |

Dabei ist die konkrete Bedeutung stark vom verwendeten Verb abhängig, z. B. bedeutet atnešti „herbringen“, atvykti „ankommen“, atidegti „erneut Feuer fangen“.
Die Vorsilbe ap- wird zu api- erweitert, wenn der Verbstamm mit einem b oder p beginnt. Ebenso wird at- zu ati-, wenn darauf ein d oder t folgt.
Wenn ein reflexives Verb eine Vorsilbe erhält, so wird zwischen die Vorsilbe und den Stamm als weitere Vorsilbe -si- eingeschoben; die Reflexivendung entfällt. Vergleiche:
- Vakar maudžiausi. „Gestern habe ich gebadet.“
- Vakar atsimaudžiau. „Gestern habe ich gebadet, bis mir die Lust verging.“
- Ar to dar tikiesi? „Hoffst du noch darauf?“
- To nebesitiki. „Darauf hoffst du nicht mehr.“

Die Vorsilben be-, ne(be)- und te(be)- verschmelzen mit yra zu bėra, nėra usw. Werden diese Vorsilben mit den anderen Präsensformen von būti „sein“ oder mit Formen von eiti „gehen“ gebraucht, so entfällt das (letzte) e der Vorsilbe: nesu „ich bin nicht“, neis „er wird nicht gehen“, ten nebėjau „dorthin ging ich nicht mehr.“ Zuweilen wird mit den Formen von egzistuoti „existieren“ genauso verfahren: tai teb(e)egzistuoja „das existiert immer noch“.
Die Betonung präfigierter Verben unterliegt den folgenden Regeln:
- Die Vorsilbe pér- wird immer betont. (Die folgenden Punkte behandeln nur noch Vorsilben außer pér-.)
- Nur Gegenwart und einmalige Vergangenheit können die Vorsilbe betonen: àtneša „er bringt“, àtnešė „er brachte“, aber atnèšti, atnèšdavo, atnèš „bringen, er pflegte zu bringen, er wird bringen“.
- Nur Verben, deren jeweiliger Stamm (Präsens- bzw. Präteritumstamm) einsilbig ist, können die Vorsilbe betonen: prigalvója „er zerbricht sich den Kopf“, da der Stamm galvoj- zweisilbig ist. (Im Folgenden sind nur Verben mit einsilbigem Stamm gemeint.)
- Betonungsregeln für die Gegenwart:
  - Verben der 1. oder 2. Beugungsklasse, deren Stamm einen einfachen kurzen Vokal (a, e, i oder u) enthält, betonen die Vorsilbe: i̇̀štariame „wir sprechen aus“, àtnešu „ich bringe“, nesi̇̀tiki „er hofft nicht“, nègeria „er trinkt nicht“. Kombinationen aus Vokal und l, m, n oder r gelten als gemischte Diphthonge und fallen nicht unter diese Regel, z. B. patiñka „es gefällt mir“, da iñ im Stamm tiñk- ein gemischter Diphthong ist.
  - Abweichend davon werden die Vorsilben be-, ne(be)- und te(be)- bei turėti und galėti nicht betont, also tetùri „soll er haben“, nebegãlime „wir können nicht mehr“; aber nùgali „er besiegt“.
  - Verben der 1. Beugungsklasse (a-Klasse), deren Stamm den schleiftönigen Diphthong al̃, am̃ oder ar̃ enthält und deren Infinitiv auf -ėti endet, betonen die Vorsilbe: sùskamba „es erklingt“, nèkalbu „ich spreche nicht“.
  - Verben der 1. Beugungsklasse, deren Stamm im Infinitiv den schleiftönigen Diphthong il̃, im̃, iñ oder ir̃ enthält, welcher im Präsens zu el̃, em̃, eñ bzw. er̃ modifiziert wird, betonen die Vorsilbe: i̇̀šrenku „ich wähle aus“ (Infinitiv išriñkti), nùkerta jam aũsį „er schlägt ihm ein Ohr ab“ (Infinitiv nukir̃sti), Si̇́elvartas jo niẽkada nèkremta. „Gram nagt nie an ihm.“ (Infinitiv krim̃sti) 
Diese Regel greift auch, wenn der Infinitiv į̇̃ und der Präsensstamm eñ enthält, da sich į im Wortstamm aus in entwickelt hat: Žẽmė kietà, žãgrė nèlenda. „Der Boden ist hart, der Pflug kann nicht eindringen.“ (Infinitiv lį̇̃sti)
- Betonungsregeln für die einmalige Vergangenheit:
  - Verben der 2. Beugungsklasse (ė-Klasse) mit schleiftönigem oder kurzvokaligem Stamm, die im Präsens der 1. Beugungsklasse (a-Klasse) angehören, betonen die Vorsilbe: To man nèdavė. „Das gab man mir nicht.“ (3. Person Präsens dúoda); sriubà nùvirė „die Suppe ist gar gekocht“ (3. Person Präsens vérda).
- Kommt die Betonung auf der Vorsilbe zu liegen, so wird immer die letzte Silbe vor dem Wortstamm betont: nesi̇̀tikiu „ich hoffe nicht“, ati̇̀davei „du gabst zurück“, neàtnešėme „wir brachten es nicht“.
- Die meisten Vorsilben tragen, wenn sie betont sind, den kurzen Ton. Davon abweichend werden nur į̇̃ und par̃ schleiftönig sowie pér stoßtönig betont.
- Die Betonungsregeln für die Vorsilbe haben Vorrang gegenüber der Regel der vorletzten Silbe für die 1. und 2. Person. Es heißt also sukù „ich drehe (etwas)“, aber nèsuku (weil nèsuka die vorletzte Silbe unbetont lässt).

#### Dualformen der Verben
Selbst wenn das Subjekt eines Satzes im Dual gebraucht wird, benutzt man im Litauischen in der Regel die Pluralformen des Verbs. Fast nur noch in einigen Mundarten haben auch Dualformen der Verben überlebt. Deren Bildung ist jedoch ganz regelmäßig:
Bei nichtreflexiven Verben enden in der 1. Person Plural alle Verbformen auf -me. Diese Endung wird im Dual durch -va ersetzt, also laukiava „wir beide warten“, krisiva „wir beide werden fallen“, klaustuva „wir beide würden fragen“, eikiva „lass uns (beide) gehen“. In der zweiten Person wird die Pluralendung -te durch die Dualendung -ta ersetzt.
Bei reflexiven Verben lauten die entsprechenden Endungen -vos bzw. -tos: maudėtos „ihr beide badetet“.
Da Verben der 3. Person in allen Numeri identisch sind, stehen hierfür keine besonderen Dualendungen bereit.

#### Verbale Stammbildung
Das litauische Verb hat drei Stammformen: Infinitiv, Präsens und Präteritum. Das Nebeneinander dieser Stämme ist nicht, wie es auf den ersten Blick scheinen mag, völlig willkürlich, sondern folgt gewissen Regeln, die es möglich machen, Präteritum (und Infinitiv) aus dem Präsens abzuleiten.
| Klasse                   | Präsens  | Infinitiv | Präteritum | Typ                     |
| ------------------------ | -------- | --------- | ---------- | ----------------------- |
| a-Klasse, Unterklasse 1  | veda     | vesti     | vedė       | a/ė-Klasse              |
| a-Klasse, Unterklasse 2  | suka     | sukti     | suko       | a/o-Klasse              |
| a-Klasse, Unterklasse 3  | perka    | pirkti    | pirko      | a/o-Klasse mit Ablaut   |
| a-Klasse, Unterklasse 4  | gimsta   | gimti     | gimė       | a/ė-Klasse mit Ablaut   |
| a-Klasse, Unterklasse 5  | mina     | minti     | mynė       | a/ė-Klasse mit Dehnung  |
| a-Klasse, Unterklasse 6  | laukia   | laukti    | laukė      | ia/ė-Klasse             |
| a-Klasse, Unterklasse 7  | geria    | gerti     | gėrė       | ia/ė-Klasse mit Dehnung |
| a-Klasse, Unterklasse 8  | nyksta   | nykti     | nyko       | st-Klasse               |
| a-Klasse, Unterklasse 9  | krinta   | kristi    | krito      | n-infigierende Klasse   |
| a-Klasse, Unterklasse 10 | kauna    | kauti     | kovė       | n-suffigierende Klasse  |
| a-Klasse, Unterklasse 11 | badauja  | badauti   | badavo     | au-suffigierende Klasse |
| a-Klasse, Unterklasse 12 | važiuoja | važiuoti  | važiavo    | uo-suffigierende Klasse |
| i-Klasse                 | mini     | minėti    | minėjo     | -                       |
| o-Klasse, Unterklasse 1  | sako     | sakyti    | sakė       | o/ė-Klasse              |
| o-Klasse, Unterklasse 2  | bijo     | bijoti    | bijojo     | o/ojo-Klasse            |

Für die Verben der 1. Klasse lassen sich folgende Ableitungsregeln aufstellen:
- Ist der Wurzelvokal e und der Stamm endet auf einen Resonanten (m, n, r, l): ė-Präteritum mit Ablaut (Unterklasse 4).
- Ist der Wurzelvokal e, gefolgt von m, n, r oder l und Konsonant: o-Präteritum mit Ablaut (Unterklasse 3).
- Ist der Wurzelvokal e und der Stamm endet auf einen Plosiv: ė-Präteritum (Unterklasse 1).
- Ist der Wurzelvokal i und der Stamm endet auf einen Resonanten (m, n, r, l): ė-Präteritum mit Dehnung (Unterklasse 5).
- Ist der Wurzelvokal nicht e: o-Präteritum (Unterklasse 2).

Einige wenige Verben lassen sich nicht in dieses System integrieren:
- leisti, leidžia, leido "erlauben"
- bristi, brenda, brido "waten"
- skristi, skrenda, skrido "fliegen"
- gauti, gauna, gavo "bekommen"
- auti, auna, avė "Schuhe anziehen"
- tekėti, teka, tekėjo "rennen"
- miegoti, miega, miegojo "schlafen"
- būti, yra, buvo "sein"
- eiti, eina, ėjo "gehen"
- duoti, duoda, davė "geben"
- arti, aria, arė "pflügen"
- šluoti, šluoja, šlavė "fegen"
- gesti, gęsta, geso "erlöschen"
- imti, ima, ėmė "nehmen"
- virti, verda, virė "kochen"
- pulti, puola, puolė "überfallen"[1]

Die Kenntnis der Grundformen ist für die Bildung aller übrigen litauischen Verbalformen ausreichend. Von den einzelnen Stämmen abgeleitet werden (hier illustriert anhand des Verbs gauti "bekommen"; die angeführten Formen sind die der 3. Person bzw. des männlichen Nominativ Singular):
- vom Präsensstamm:
  - Stamm: gáun-
    - Präsens: gáuna
    - Partizip Präsens Aktiv: gáunąs
    - Partizip Präsens Passiv: gáunamas
    - Gerundium Präsens: gáunant

- vom Präteritalstamm:
  - Stamm: gãv-
    - Präteritum: gãvo
    - Partizip Präteritum Aktiv: gãvęs
    - Gerundium Präteritum: gãvus
    - Verbalsubstantiv: gavìmas

- vom Infinitivstamm
  - Stamm: gáu-
    - Infinitiv: gáuti
    - Futur: gaũs
    - Partizip Futur Aktiv: gáusiąs
    - Partizip Futur Passiv: gáusimas
    - Gerundium Futur: gáusint
    - Imperfekt: gáudavo
    - Partizip Imperfekt (Aktiv): gáudavęs
    - Gerundium Imperfekt: gáudavus
    - Konjunktiv/Supinum: gáutų
    - Imperativ (2. Person Singular): gáuk
    - Partizip Präteritum Passiv: gáutas
    - Halbpartizip (Adverbialpartizip): gáudamas
    - Infinitiv II (būdinys): gáute
    - Gerundivum: gautinas

### Regelmäßige Lautwandel
Bei sämtlichen Wortarten treten im Stammauslaut (d. h. unmittelbar vor der Endung) regelmäßig zwei Lautwandel auf:
- t wechselt mit č
- d wechselt mit dž

Dabei steht č bzw. dž in allen Wortformen, in denen die Endung mit i gefolgt von einem weiteren Vokal (außer e) beginnt. In allen anderen Fällen steht t bzw. d.
Beispiele:
- katė „Katze“ erhält im Genitiv Plural die Endung -ių, lautet dort also kačių.
- žodis „Wort“ erhält im Nominativ Plural die Endung -iai, also žodžiai.
- tuščias „leer“ erhält im männlichen Nominativ Plural die Endung -i, also tušti.
- leisti „lassen“ lautet in der 3. Person Präsens leidžia. Davon wird die 2. Person Singular im Präsens mit der Endung -i abgeleitet, lautet also (tu) leidi.
- matyti „sehen“ besitzt im Präteritum die Stammform matė. Die 1. Person Singular wird davon mit der Endung -iau abgeleitet: (aš) mačiau.

## Syntax

### Allgemeines
Das Litauische verfügt als synthetische Sprache über eine gewisse Freiheit in der Folge der Satzglieder. Sowohl die Reihenfolge Subjekt-Prädikat als auch andersherum ist möglich: vaikas eina – eina vaikas „das Kind geht“. Ähnliches gilt für das direkte Objekt kala vinį – vinį kala „(er) schlägt einen Nagel (ein)“. Die Verwendung des Personalpronomens ist nicht notwendig. Insbesondere in der dritten Person muss dann aus dem Kontext erschlossen werden, ob es sich um mehrere oder eine Person handelt, ob diese männlich oder weiblich sind. Das Adjektiv steht regelmäßig vor dem Substantiv und stimmt in Genus, Numerus und Kasus mit dem attributierten Substantiv überein.
Ungewohnt ist die Verwendung des Genitivs bei Mengenangaben:
- keleta vyrų „einige Männer“
- stiklinė sulčių „ein Glas Saft“
- litras vandens „ein Liter Wasser“

Auch wenn die Menge nicht explizit genannt ist und unbestimmt ist, wird der Genitiv verwendet, vergleiche dazu:
- Atnešė vyšnių ir medaus. „Er hat Kirschen und Honig mitgebracht.“
- Atnešė vyšnias ir medų. „Er hat die Kirschen und den Honig mitgebracht.“ (Hier ist bekannt, von welchen Mengen gesprochen wird.)

Der Genitiv steht (außer für Mengenangaben) stets voran – im Gegensatz zu den slawischen Sprachen. Die Reihenfolge stimmt nur dann mit der deutschen überein, wenn man die litauische Wortgruppe mit einem deutschen zusammengesetzten Wort übersetzt:
- naujas vyrų ir moterų drabužių salonas „neues Herren- und Damenkleidergeschäft“ (als Genitivkonstruktion müssen die Bestandteile neu geordnet werden: „neues Geschäft der Bekleidung der Herren und Damen“)
- nacionalinis dramos teatras „Nationales Dramentheater“
- mano draugo mokytojo namas „das Haus des Lehrers meines Freundes“ (eine wörtliche Übersetzung ist auch möglich: „meines Freundes Lehrers Haus“)
- mano mokytojo draugo namas „das Haus des Freundes meines Lehrers“

Ein Adjektiv, das die gesamte Wortgruppe näher beschreibt, kann entweder am Anfang der Phrase oder vor dem entsprechenden Bezugswort stehen:
- naujas mano mokytojo draugo namas oder mano mokytojo draugo naujas namas „das neue Haus des Lehrers meines Freundes“ (oder „meines Lehrers Freundes neues Haus“)

Bezieht sich das Adjektiv auf einen Teil der Wortgruppe, kann es dadurch zu Mehrdeutigkeiten kommen: Da naujas mokytojo draugas „der neue Freund des Lehrers“ und naujo mokytojo draugas  „der Freund des neuen Lehrers“ im Genitiv beide gleich lauten, kann naujo mokytojo draugo namas sowohl „das Haus des neuen Freundes des Lehrers“ als auch „das Haus des Freundes des neuen Lehrers“ heißen.
Wird ein Nebensatz mit einer Gerundium-Konstruktion geformt, so steht der Handlungsträger im Dativ: Jam ateinant, aš išėjau. „Als er kam, ging ich fort.“
Die ausgeprägte Kasusunterscheidung wird im Litauischen reichlich genutzt, es werden z. B. gern Parallelkonstruktionen verwendet, die sich nur durch die verwendeten Fälle unterscheiden. So erhalten die wörtlichen Reden im „kleinen Prinzen“ gewöhnlich als Begleitsatz entweder tarė Mažasis princas „sagte der kleine Prinz“ oder tariau Mažajam princui „sagte ich dem kleinen Prinzen“.

### Rektion der Verben
Litauische Verben können den Genitiv, Dativ, Akkusativ oder Instrumental regieren.
Wie im Deutschen steht ein direktes Objekt im Akkusativ, deshalb regieren z. B. matyti „sehen“, skaityti „lesen“ oder žaisti „(ein Spiel) spielen“ den vierten Fall. Zu beachten ist hierbei, dass in einem verneinten Satz statt des Akkusativs der Genitiv gebraucht wird (siehe Verneinung).
Verben, die in ihrer Bedeutung ein Konzept des Fehlens innehaben, regieren den Genitiv. Hierher gehören z. B. norėti „wollen“, linkėti „wünschen“ und prašyti „bitten“: Was man will, wünscht oder worum man bittet, fehlt einem schließlich noch. Ebenfalls in diese Kategorie gehören laukti „warten“, bijoti „sich fürchten“, mokytis „lernen“, reikėti „brauchen“ und natürlich trūkti „fehlen“.
Der Genitiv wird auch verwendet, wenn ein solches Verb elliptisch ausgelassen wird (was häufig vorkommt), z. B. (linkiu) gero apetito „Guten Appetit“ oder alaus (prašom) „ein Bier (bitte)“.
Ein indirektes Objekt steht im Dativ, weshalb dieser Fall wie im Deutschen z. B. von rašyti „schreiben“ regiert wird. Auch skambinti „anrufen“ verlangt den Dativ, da es sich bei dem Angerufenen um den Empfänger des Gespräches (also um ein indirektes Objekt) handelt. Außerdem gibt es eine Reihe unpersönlicher Verben, die statt eines Subjektes ein Dativobjekt verlangen, z. B.
- reikėti „brauchen“: Man reikia žmonos. „Ich brauche eine Frau.“
- trūkti „fehlen“ (wie im Deutschen): Ko tau trūksta? „Was fehlt dir?“
- skausti „schmerzen“: Man skauda koją. „Mir schmerzt das Bein.“ (Beachte hier, dass der Verursacher des Schmerzes im Akkusativ steht.)

Ein Mittel oder eine Ursache wird meist im Instrumental angegeben, deshalb regieren z. B. die folgenden Verben diesen Fall: groti „(ein Instrument) spielen“, džiaugtis „sich über ew. freuen“, sirgti „an ew. leiden“, kvepėti „nach ew. duften“.

### Verneinung
Um eine negative Aussage zu bilden, muss im Litauischen zunächst einmal das Verb verneint werden. Dies geschieht mit der Vorsilbe ne- „nicht“ oder nebe- „nicht mehr“. Zu Besonderheiten bei der Präfigierung reflexiver Verben, der Verben būti „sein“ und eiti „gehen“ sowie zu Besonderheiten bei der Betonung verneinter Verben siehe den Abschnitt über Verben mit Vorsilben.
Im Gegensatz zum Deutschen bleibt im Litauischen das Verb auch dann verneint, wenn im Satz weitere negative Wörter vorkommen wie z. B. nieko „nichts“, niekada „nie“, nė „kein einziger“ oder joks „keinerlei“: Niekas niekada nieko nematė. „Niemand hat je etwas gesehen.“ (Wörtlich: „Niemand hat nie nichts nicht gesehen.“)
Das direkte Objekt steht in verneinten Sätzen immer im Genitiv. Dies wird oft als Erweiterung des Genitivs bei unbestimmten Mengen verstanden, denn wenn etwas fehlt, ist nicht bekannt, wie viel davon fehlt.
- Matau bokštą. „Ich sehe den Turm / einen Turm.“
- Nematau bokšto. „Ich sehe den Turm nicht / ich sehe keinen Turm.“

Auch bei Verneinung von būti „sein“ wird der Genitiv verwendet, da das Subjekt des Satzes (in unbestimmter Menge) fehlt. So erklärt sich auch, dass einige Verben den Genitiv regieren, vergleiche dazu die Aussagen:
- Miltų neturiu. „Ich habe kein Mehl.“
- Miltų nėra. „Es ist kein Mehl da. (Es gibt kein Mehl.)“
- Miltų trūksta. „Es fehlt Mehl.“
- Miltų norėčiau. „Ich möchte Mehl.“

Ungewöhnlich ist der Gebrauch des Genitivs auch bei Personen: Manęs nėra. „Ich bin nicht da.“

### Präpositionen
Präpositionen können den Genitiv, Akkusativ oder Instrumental verlangen. Der Dativ wird ausschließlich ohne Präposition verwendet, wo im Deutschen die Präposition „für“ gebraucht wird.
Mit dem Genitiv stehen z. B. ant „auf“, prie „vor, an, bei“, virš „über, oberhalb“, iš „aus“.
Mit dem Akkusativ stehen z. B. į „in“ (auf die Frage „wohin?“), pas „zu, bei“, prieš „vor; gegen“, per „über (hinweg)“.
Mit dem Instrumental stehen z. B. su „mit“, sulig „gleich“.
Einige Präpositionen haben unterschiedliche Bedeutungen, je nachdem, mit welchem Fall sie stehen, z. B. po mit Genitiv „nach“ (zeitlich), mit Akkusativ „durch, in … umher“, mit Instrumental „unter“; už mit Genitiv „hinter“, mit Akkusativ „für, im Austausch gegen“.
Dafür wird im Allgemeinen nicht wie im Deutschen zwischen Richtung und Ort unterschieden: ant stalo „auf den Tisch“ oder „auf dem Tisch“, pas motiną „bei der Mutter“ oder „zur Mutter“. Lediglich į bezeichnet immer die Richtung, weil der Ort mit dem Lokativ beschrieben wird: į Vilnių „nach Vilnius“, Vilniuje „in Vilnius“.